# 新幹線E7系・W7系電車
新幹線E7系・W7系電車（しんかんせんE7けい・W7けいでんしゃ）は、東日本旅客鉄道（JR東日本）・西日本旅客鉄道（JR西日本）の新幹線車両（新幹線電車）。JR東日本所有車がE7系、JR西日本所有車がW7系となっているが、呼称及び車内チャイム以外において仕様に差異はないことから、本項では一括して解説を行う。

## 概要
北陸新幹線長野駅 - 金沢駅間延伸開業に際し、JR東日本・JR西日本が共同開発・導入した車両で、新規に設定された「かがやき」「はくたか」「つるぎ」のほか、東京駅 - 長野駅間で1997年から運転されている「あさま」で運用される。また、2018年度より上越新幹線東京駅 - 高崎駅 - 越後湯沢駅 - 新潟駅・ガーラ湯沢駅で運用されている。
系列名は、JR東日本所有車はE1系以降に制定された同社の新幹線車両系列名付与方法に準じE7系、JR西日本所有車もこれに準じる形でW7系が付与された。また、JR西日本の車両の系列名にWが付与されるのはこれが初めてである。
基本仕様は、最高速度がE2系と同じ260 km/h、編成はMT比10M2Tの12両とした上でE5系に引き続きグリーン車より上級クラスのグランクラスを導入。定員はグランクラス18名・グリーン車63名・普通車853名の計934名だったが、荷物置き場設置により普通車10名減の843名、計924名に変更になった。
製造はE5系・H5系を製造した川崎重工業車両カンパニー（2021年〔令和3年〕10月1日以降落成分は分社独立により川崎車両名義）・日立製作所笠戸事業所のほか、総合車両製作所横浜事業所がE7系のみ、近畿車輛がW7系のみを担当。北陸新幹線金沢開業時点での投入予定編成数はE7系が17編成、W7系が10編成の27編成計324両であった。

### 開発に至る経緯
2011年12月13日に毎日新聞が「北陸新幹線延伸開業時の車両はE2系をベースにした新型車両をJR東日本が導入する方針」と報じ、翌14日には北陸地方を基幹とするメディアも一斉に報道した。2012年1月にJR西日本区間を所管する同社金沢支社長が定例会見でJR東日本との共同開発方針を言及、雪害対策の必要性から開業1年前となる2013年冬シーズンに実車試験を予定しているとの趣旨を発表。同年9月4日にJR東日本・JR西日本両社で共同開発の公式発表を行った。

## 構造

### トータルデザイン
共通キーワードを”和”とし、今後首都圏と北陸新幹線沿線を結び、日本の伝統文化と未来をつなぐという意味から「”和”の未来」を車両のデザインコンセプトとした。車体デザインは奥山清行の監修により、川崎重工業が以下のキーワードを元にし担当した。2014年10月1日に財団法人日本産業デザイン振興会の2014年度グッドデザイン賞を、2015年5月21日に「鉄道友の会」の第58回（2015年）ブルーリボン賞をそれぞれ受賞した。
『洗練』
日本の伝統と最新技術の融合により新たな価値を生むことで表現。
『ゆとり・解放感』
和風空間に集うことで得られる心地よさで表現。

### 車体
車体はアルミニウム合金のダブルスキン構造を採用しており、先頭車のノーズ長はE2系と同じ9.1 m である。
- JR側から川崎重工に対し「E2系とは違うイメージにして欲しい」という要望があった[新聞 8]。
- またE954形電車（FASTECH 360 S）の「ストリームライン」デザインとの類似性を指摘されることもあるが、川崎重工では「ストリームラインは日立製作所が開発したもので、それをベースにしたということはない」としている[新聞 8]。

運転台はキャノピー型であるが、これは新幹線500系電車を開発したJR西日本が共同開発したことにより実現した。
車体幅は後述する車体傾斜装置を装備していないことで3,380 mm となり、E5系・H5系と比べて30 mm 広くなった。車体断面積はE2系の11 m2 よりも若干小さい10.9 m2 である。床下機器は吊り下げ式で車体と連続した形状のカバーで覆われているが、台車部分は完全には覆われておらず、下部が開放された形状である。車体連結部分では、E5系・H5系で装備されていた車体間ダンパーは装備されず、外幌はE2系と同様の側縮幌を採用した。
外観デザインは高速走行するための造形と日本の伝統的な色使い、走行する沿線の風景を融合させ、スピード感と精悍さを表現した。先頭形状は環境性能を考慮した空気力学的な最適形状にデザインされ、環境性能に考慮した造形にされた。また塗装は、車体上部色が空色■、車体色がアイボリーホワイト■、車体中央の帯色が銅色（カッパー）■および空色である。
両先頭車となる1・12号車の両側面には「輝く未来に向かって突き進むイメージ」をコンセプトに未来への希望・日本の伝統工芸の緻密さ・速さを表現したロゴマークが配置される。

なお上越新幹線用のE7系F21・F22編成には、E1系リニューアル車やE4系リニューアル車と同様の朱鷺色■と称されるピンクの帯、および、稲穂と朱鷺の羽をイメージしたロゴマークが期間限定でラッピングされていた。

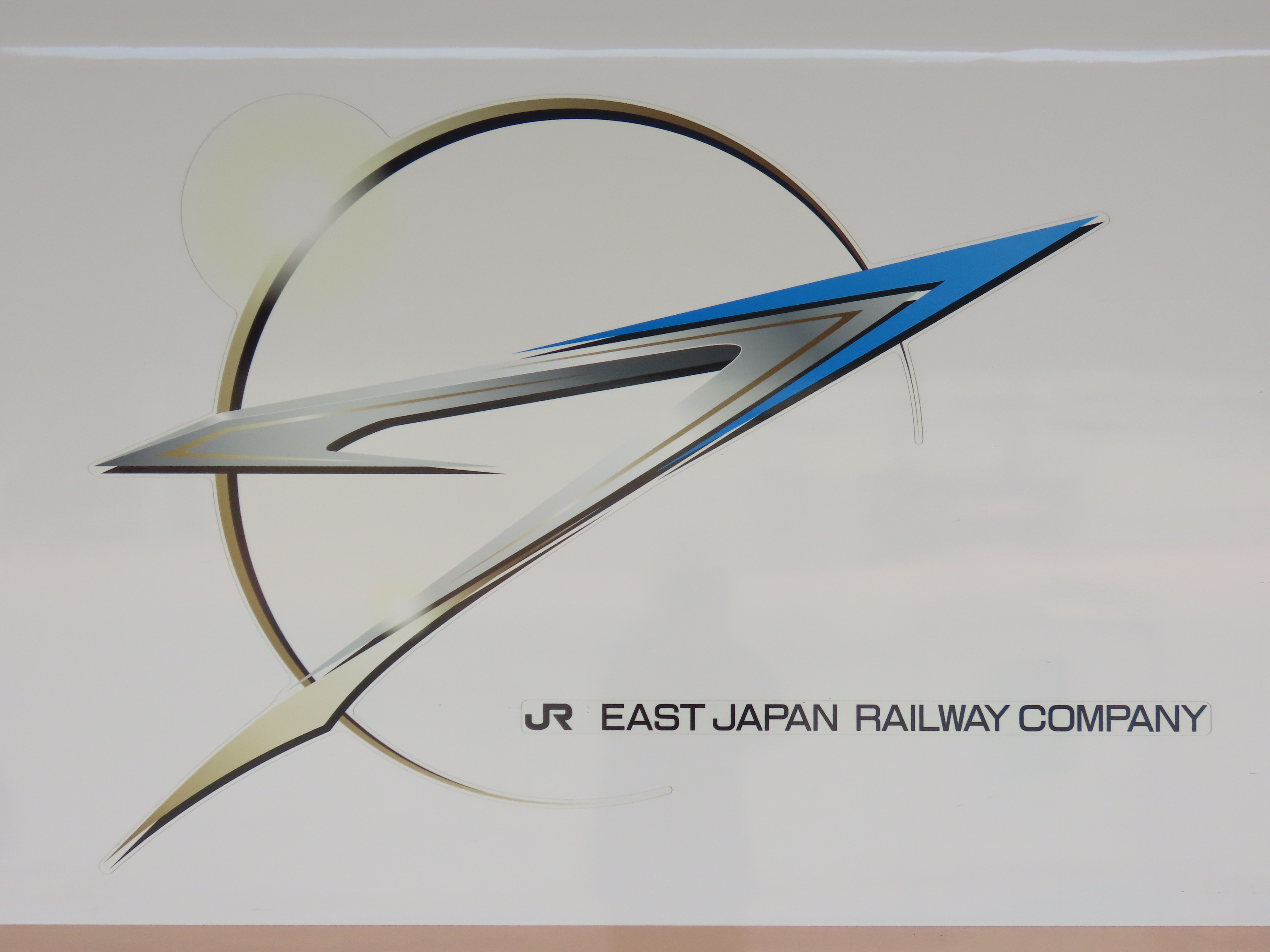
E7系のロゴマーク
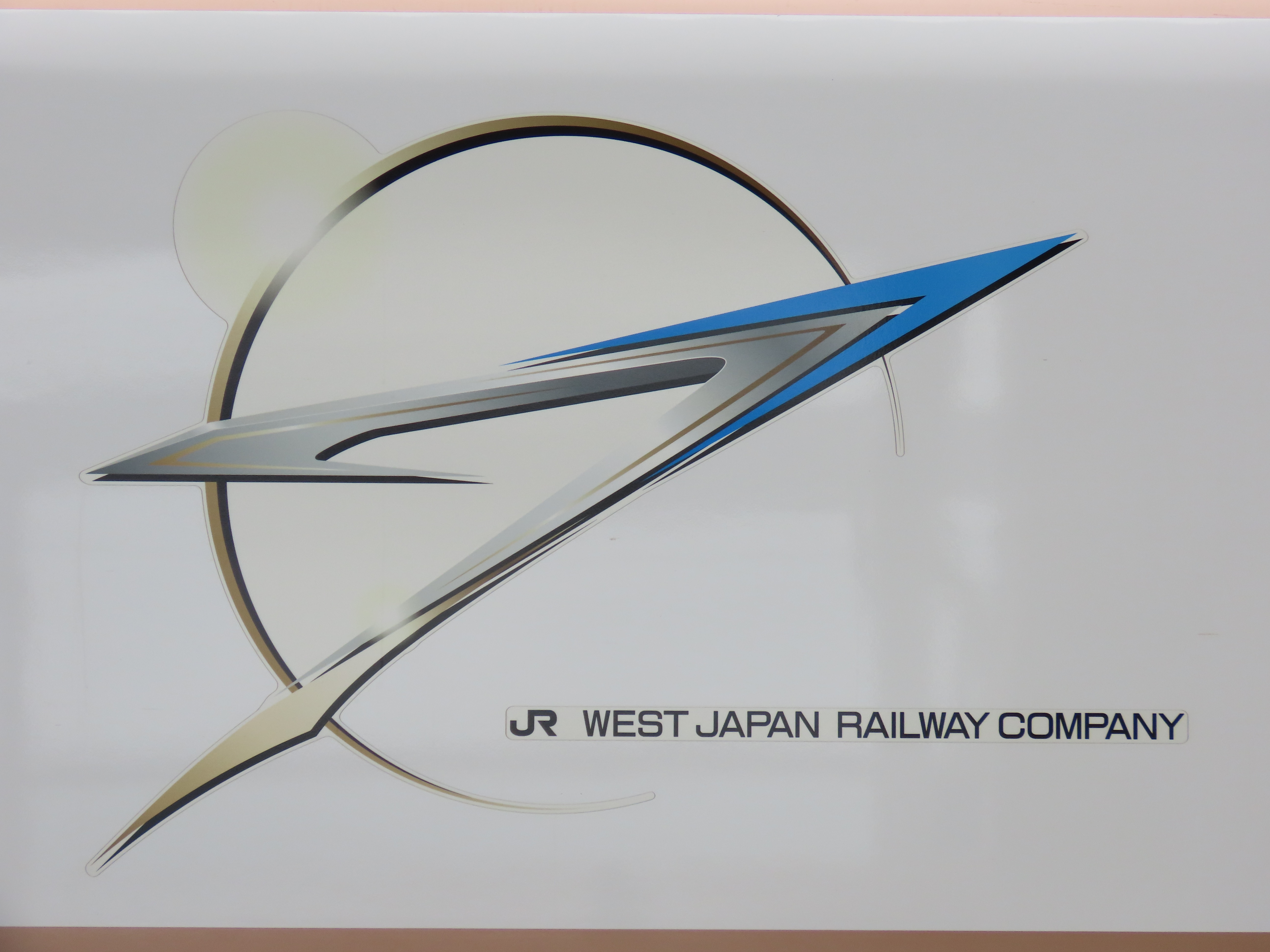
W7系のロゴマーク
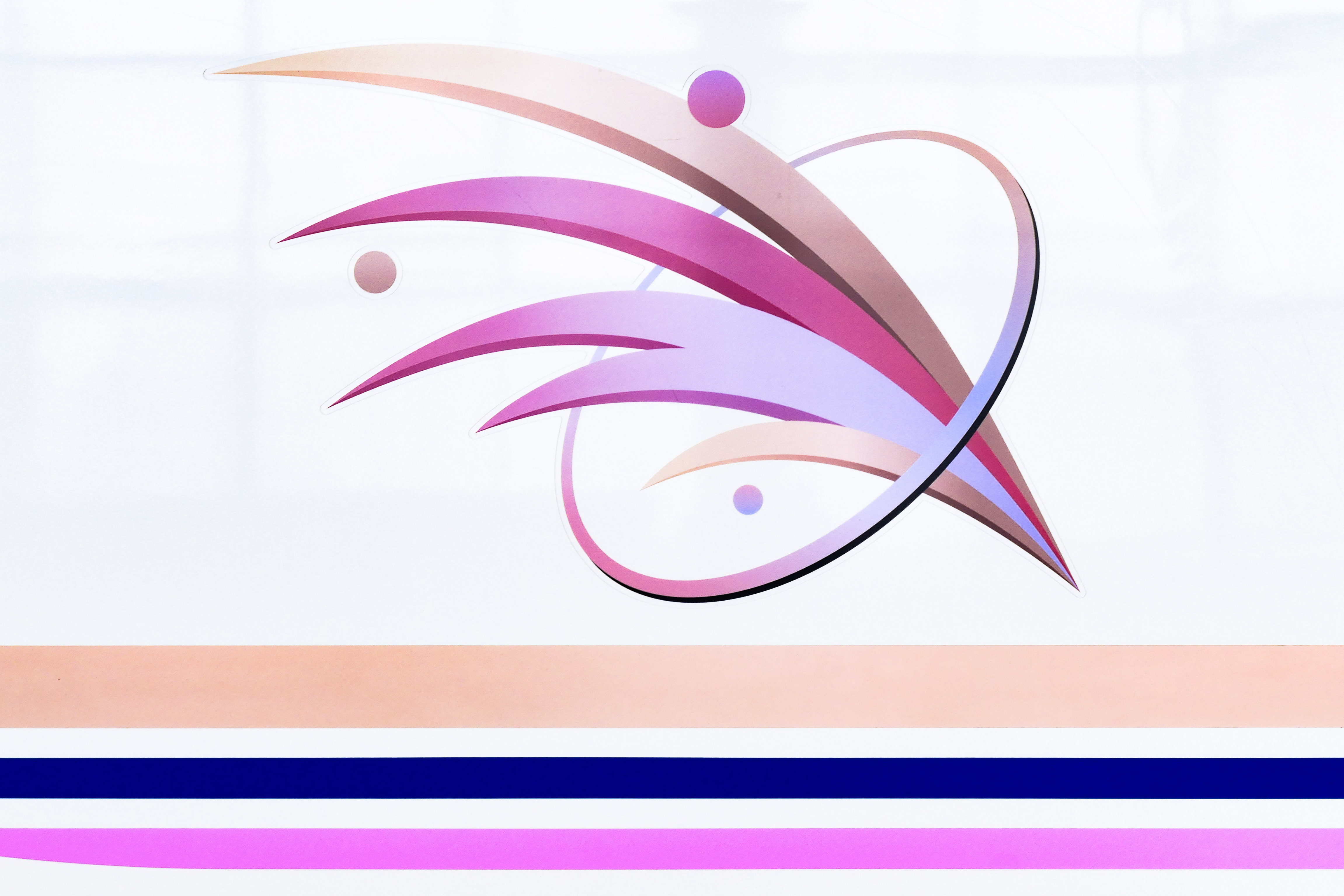
「上越新幹線」期間限定のロゴマーク

### 電源・制御機器

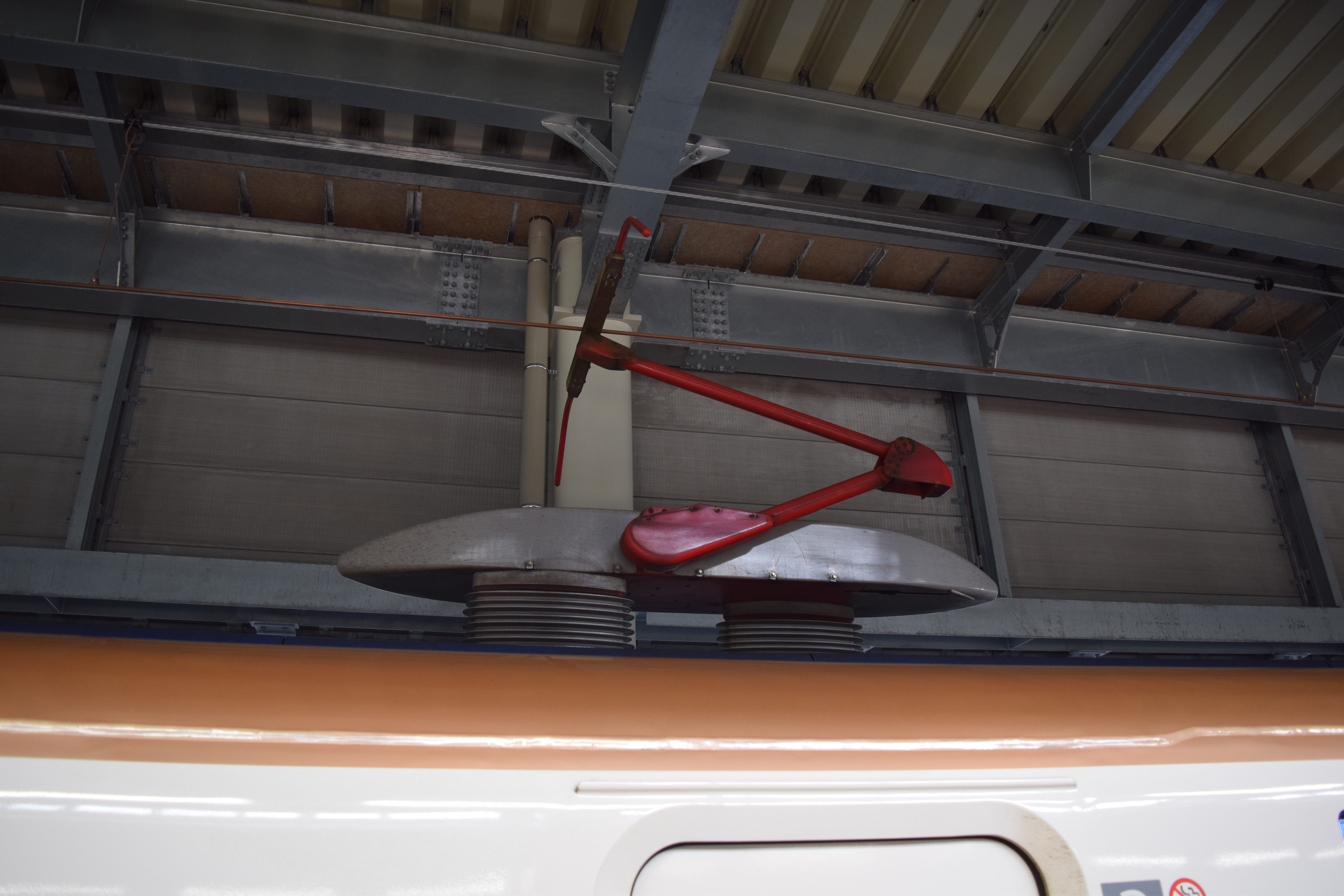
PS208A形パンタグラフ

主電動機はE5系・H5系・E6系と共通する出力300 kWのMT207形（E7系）またはWMT210形（W7系）かご形三相誘導電動機を搭載する。制御は架線からの単相交流25 kV を商用周波数50/60 Hz 自動切換式TM215形（E7系）またはWTM209形（W7系）主変圧器で単相交流1,500Vに降圧後、勾配抑速ブレーキならびに定速制御機能を装備するCI23系（E7系）またはWPC206形（W7系）主変換装置内蔵のコンバータにより直流2,700 V- 3,000Vへ整流した後、VVVFインバータにより三相交流へ再変換した上で行う。
主変換装置はPWMコンバータ、PWMインバータ（VVVFインバータ）ともに3,300V - 1,200AのIGBT素子（3レベル）を使用しており、日立製作所・三菱電機・東芝の3社で製作している。主変換装置筐体は線路方向に2,530 mm、枕木方向に2,340 mm、高さは650 mmで、重量は1,495 kgである。
編成は先頭車2両が制御付随車、中間車はすべて電動車とした10M2Tの12両編成を組成し、30 ‰勾配区間で2ユニットカットによる3ユニット6電動車での起動を可能とした電動車ユニット は、上述の主変換装置および主変圧器を搭載するE726形・W726形（M2）と主変換装置のみを搭載するE715形・W715形もしくはE725形・W725形（M1）で組成。( ただし通常動力での、湿潤50 ‰の登坂発進性能は0系以外の全新幹線に共通。) E725形0番台・400番台ならびにW725形100番台・300番台にはPS208A形（E7系）またはWPS209形（W7系）パンタグラフを搭載する。
特高圧引通線は、設計最高速度が275 km/hであることからE2系1000番台同様に車体屋根上へ露出して設置。4 - 5・6 - 7号車間屋根上では傾斜形ケーブルヘッドを介して接続する。
- 故障発生時にはここで引通をカットできる構造であり、4 - 5号車でカットすれば2 - 5号車の2ユニット[注 7]と6 - 11号車の3ユニットに、6 - 7号車でカットすれば2 - 7号車の3ユニット[注 7]と8 - 11号車の2ユニットに分割できる構造を採用。

このほか、停電時に非常ブレーキが動作するまでの空走距離短縮を図った停電検知装置を搭載。またサービス用補助電源は周波数切替に対応するため出力を周波数60 Hzの三相交流440 Vとし、編成間で並列運転を行うことにより冗長性を確保する。

### 台車

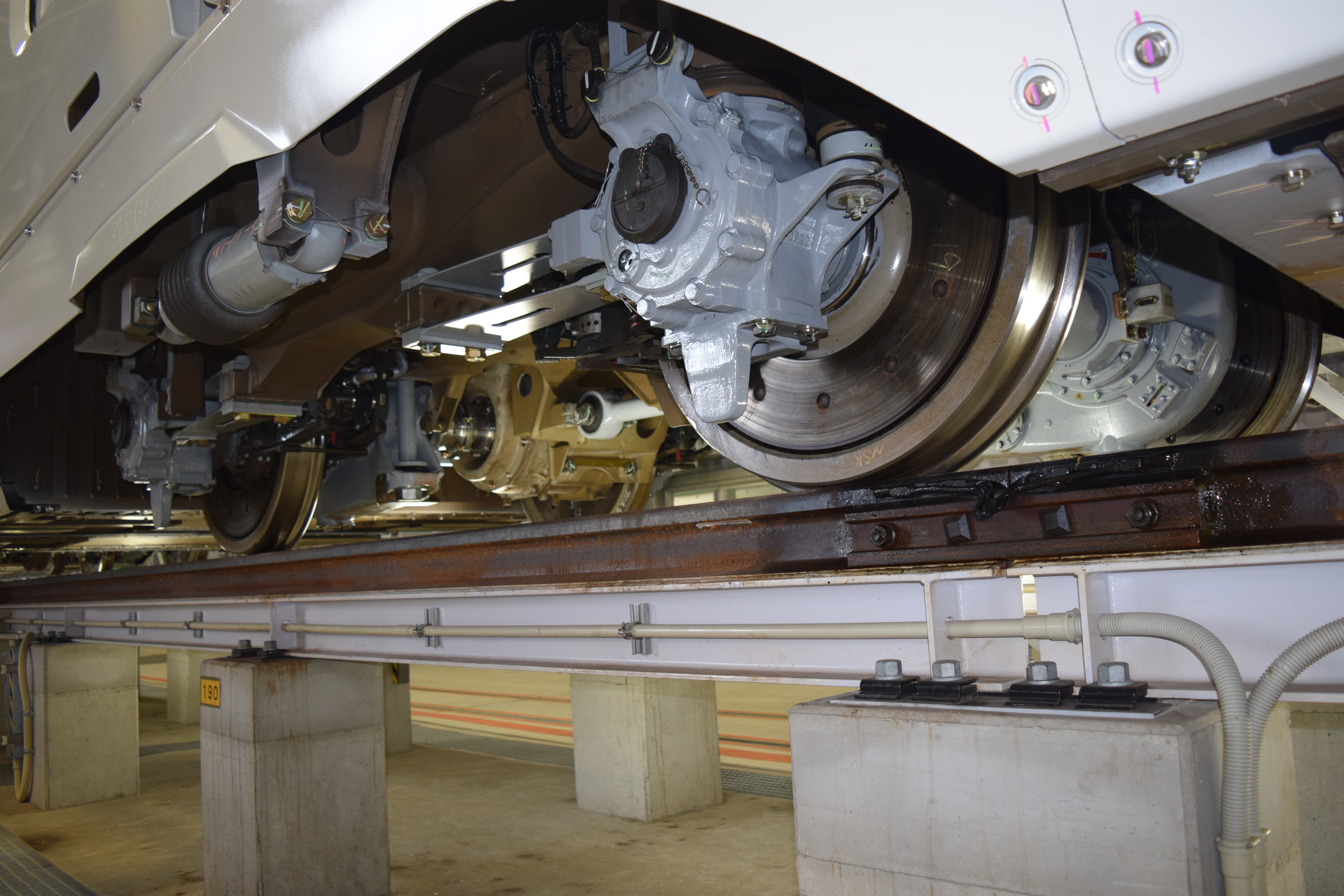
WDT210形

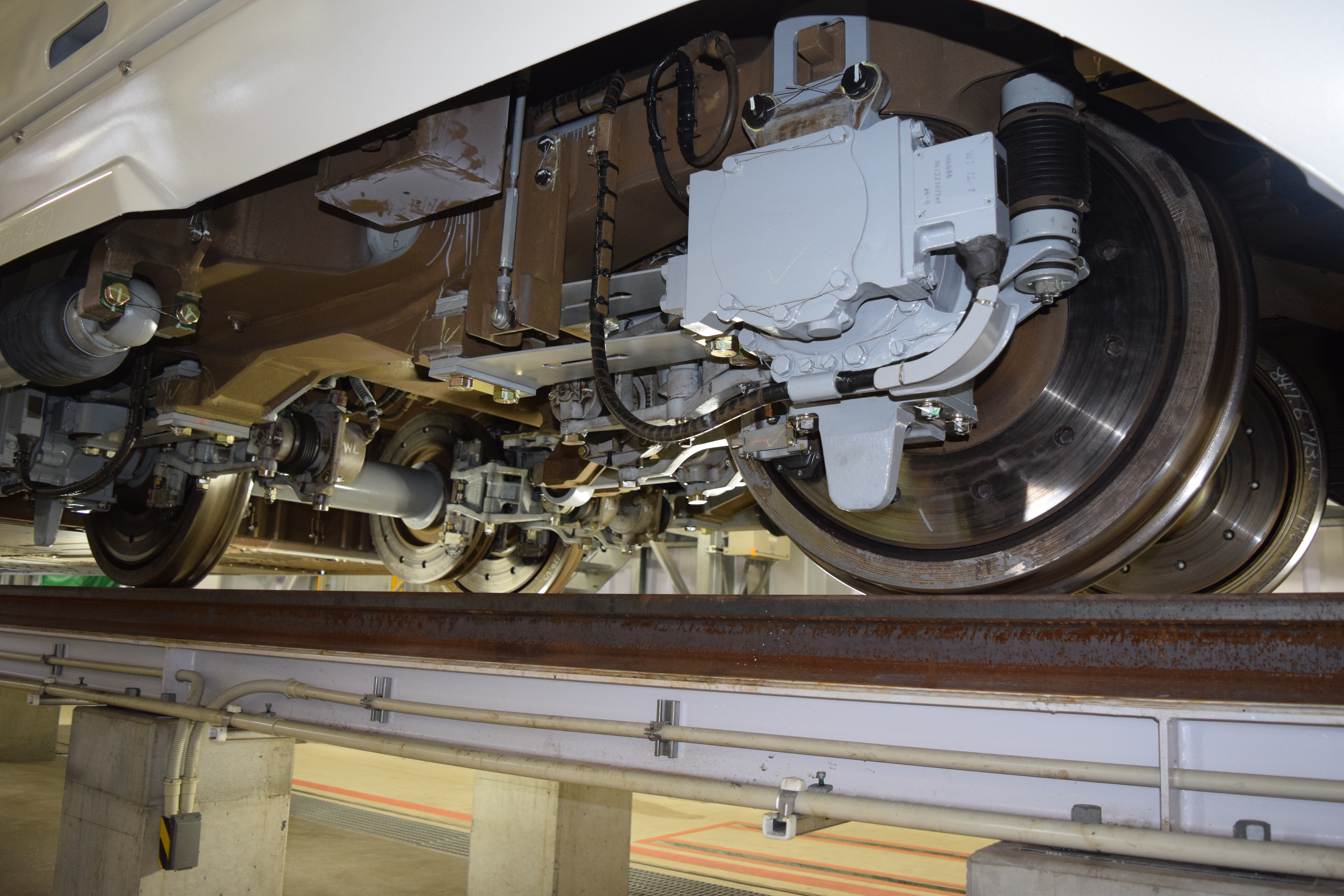
WTR7005形

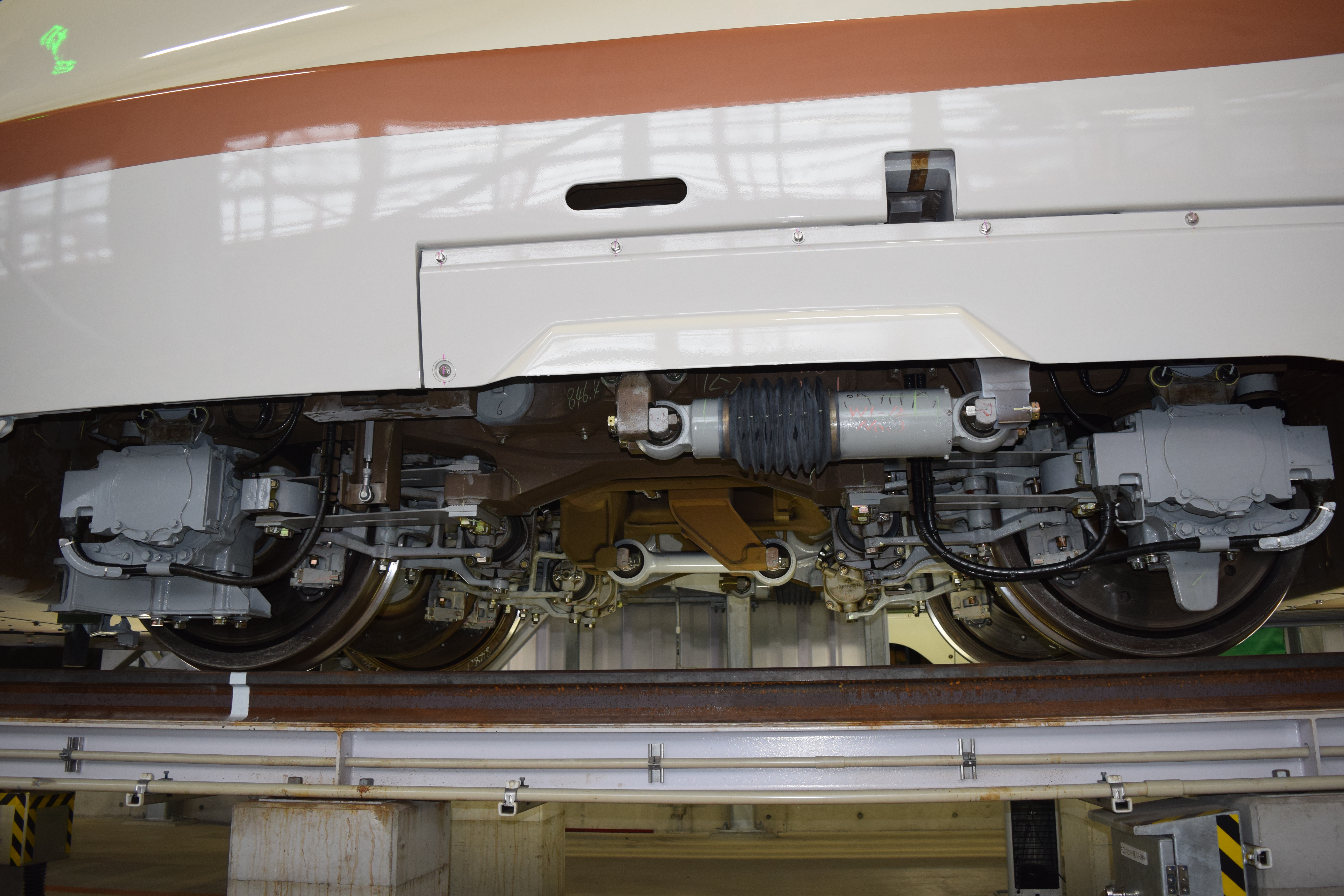
WTR7005形（排障装置付）

油浴式潤滑ツバ付円筒コロ軸受・脱線逸脱防止用L字ガイド装着軸箱を装備する2枚支持板式軸箱支持軽量ボルスタレス台車で、電動車がDT211形（E7系）またはWDT210形（W7系）、制御車は前位運転台側に北陸新幹線新規開業区間となる長野 - 金沢間で採用された貯雪式高架橋に対応するため強化型台車排障装置を装備するTR7010A形、後位連結面側にTR7010形を装着する（W7系は双方ともWTR7005形）。車体製作メーカー4社に、新日鐵住金→日本製鉄を加えた5社で製造した。
基礎ブレーキは、E5系・H5系と同じく空圧式で電動台車がキャリパー式車輪ディスクブレーキ（各車輪1枚）、付随台車がキャリパー式車輪ディスクブレーキ（各車輪1枚）+ 車軸ディスクブレーキ（各軸1枚）を装備する。
グリーン車ならびに普通車には減衰力切換式セミアクティブサスペンションを、グランクラス車とされたE714形には空気アクチュエータ式フルアクティブサスペンションとバックアップ用のセミアクティブサスペンションを装備する。
- E714形・W714形ではフルアクティブサスペンションのシステムエラーなどによる故障時にはバックアップとしてセミアクティブサスペンションが作動する。

E5系・H5系に搭載されていた車体傾斜装置は、最高速度が北陸新幹線では260 km/h、上越新幹線では240 km/hとされたため未搭載である。

### 車内設備

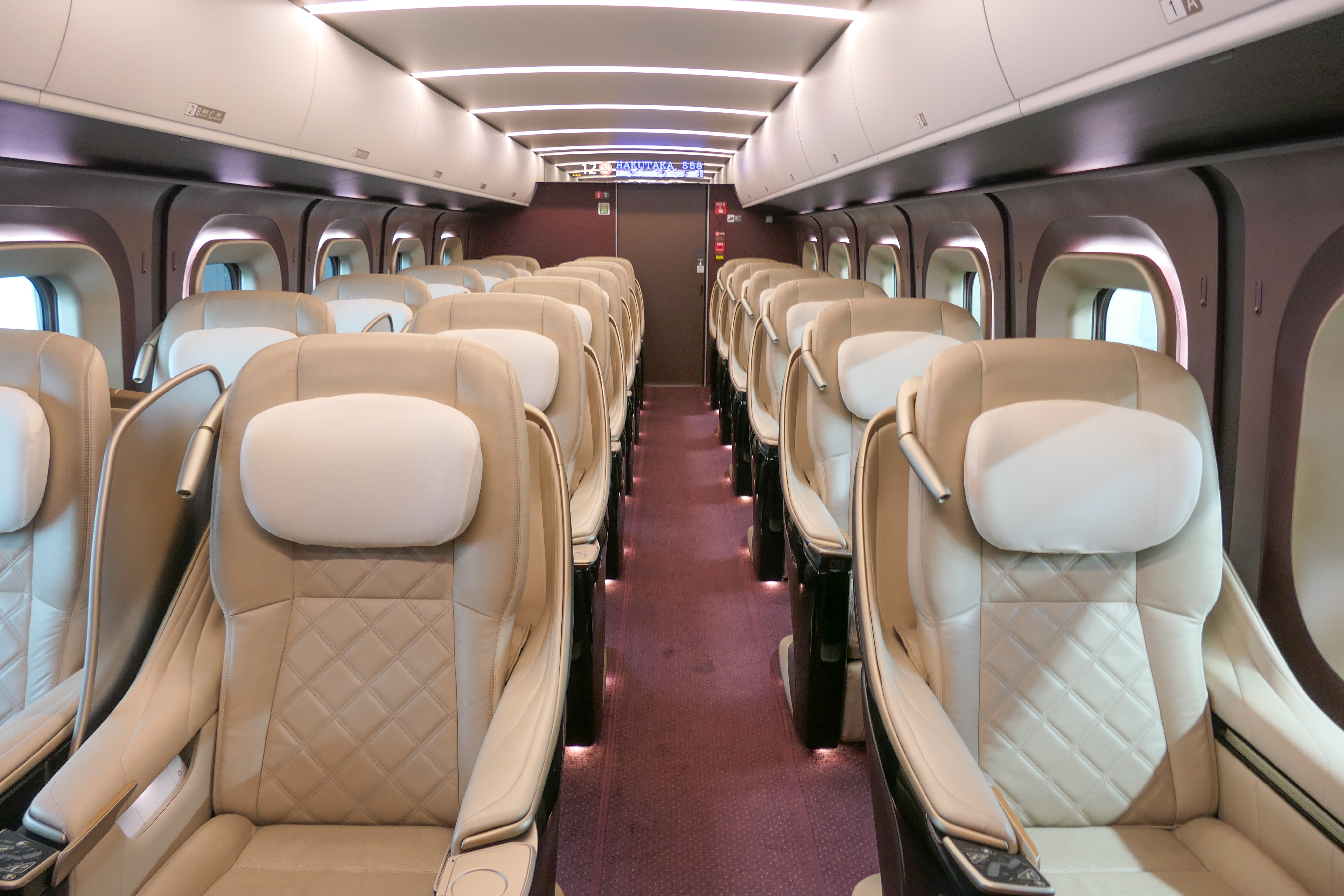
グランクラス 車内

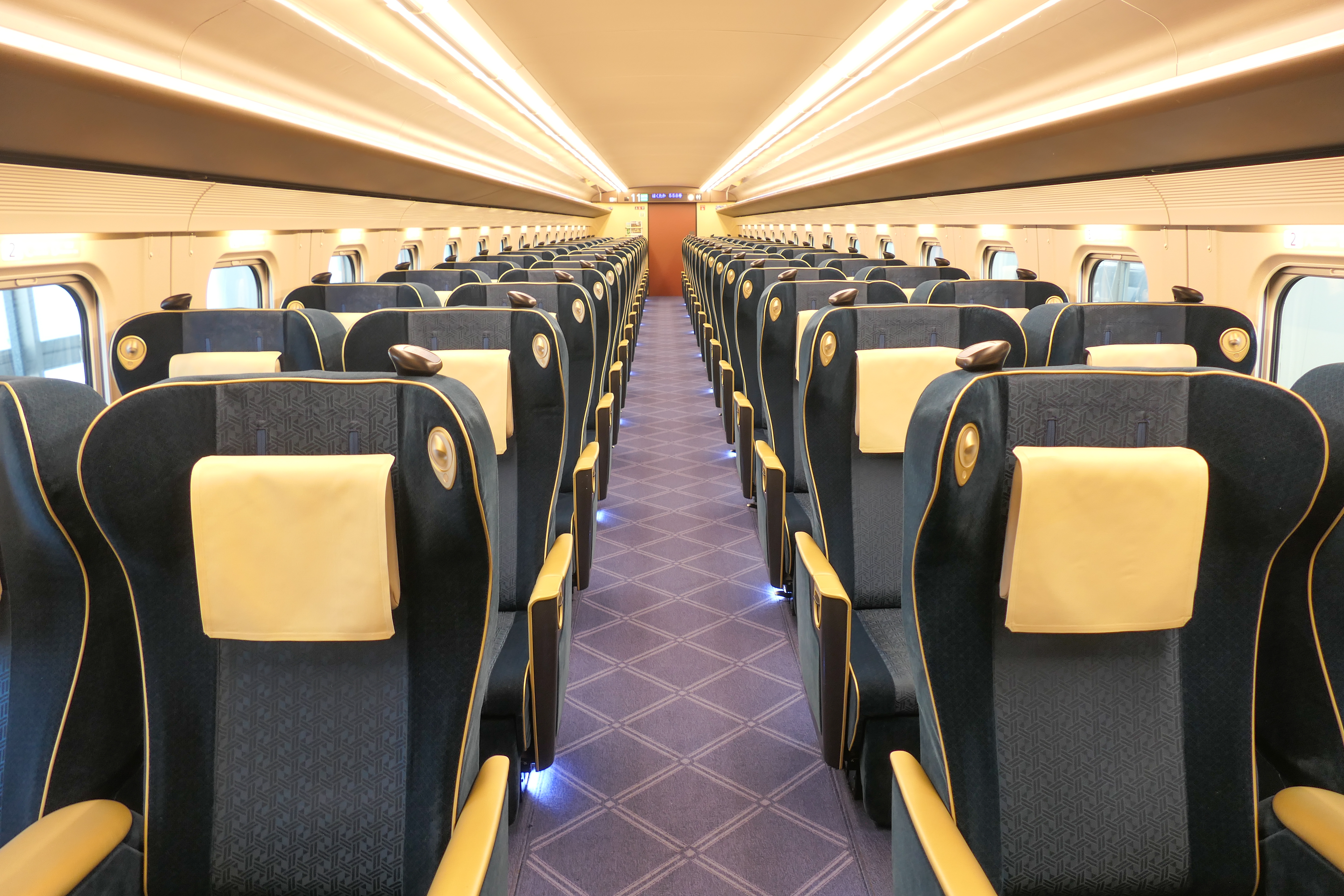
グリーン車 車内

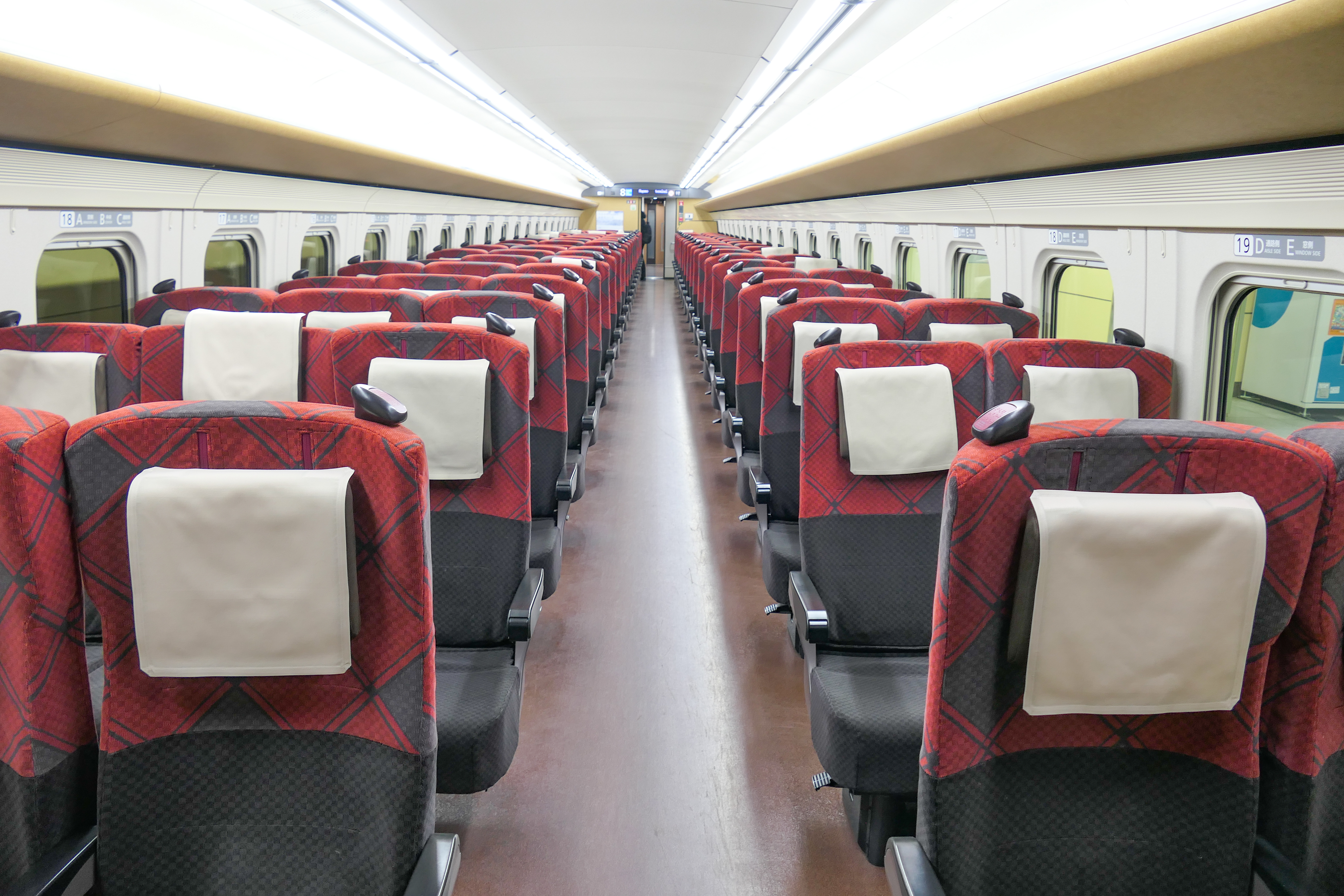
普通車 車内

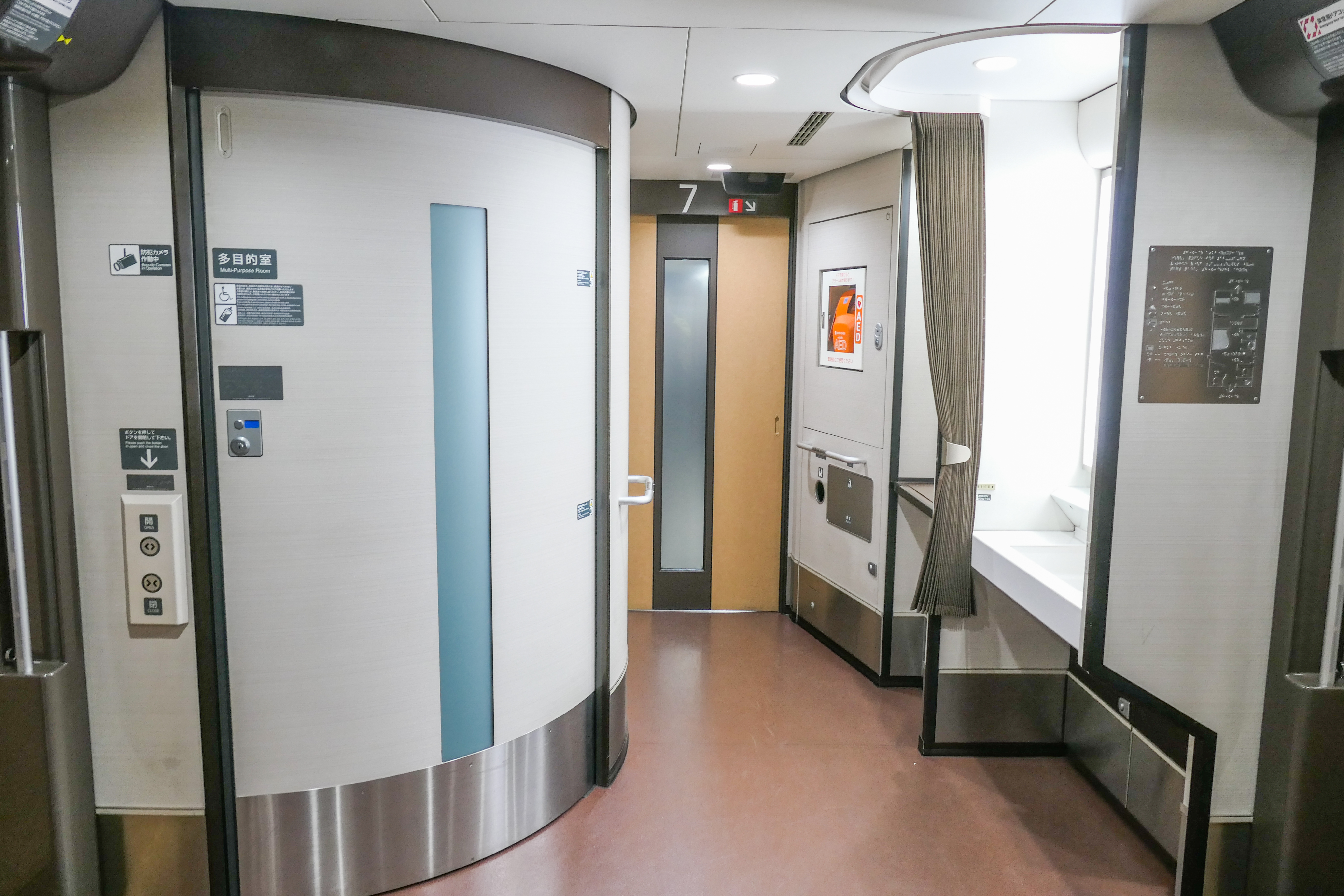
通路 多目的室

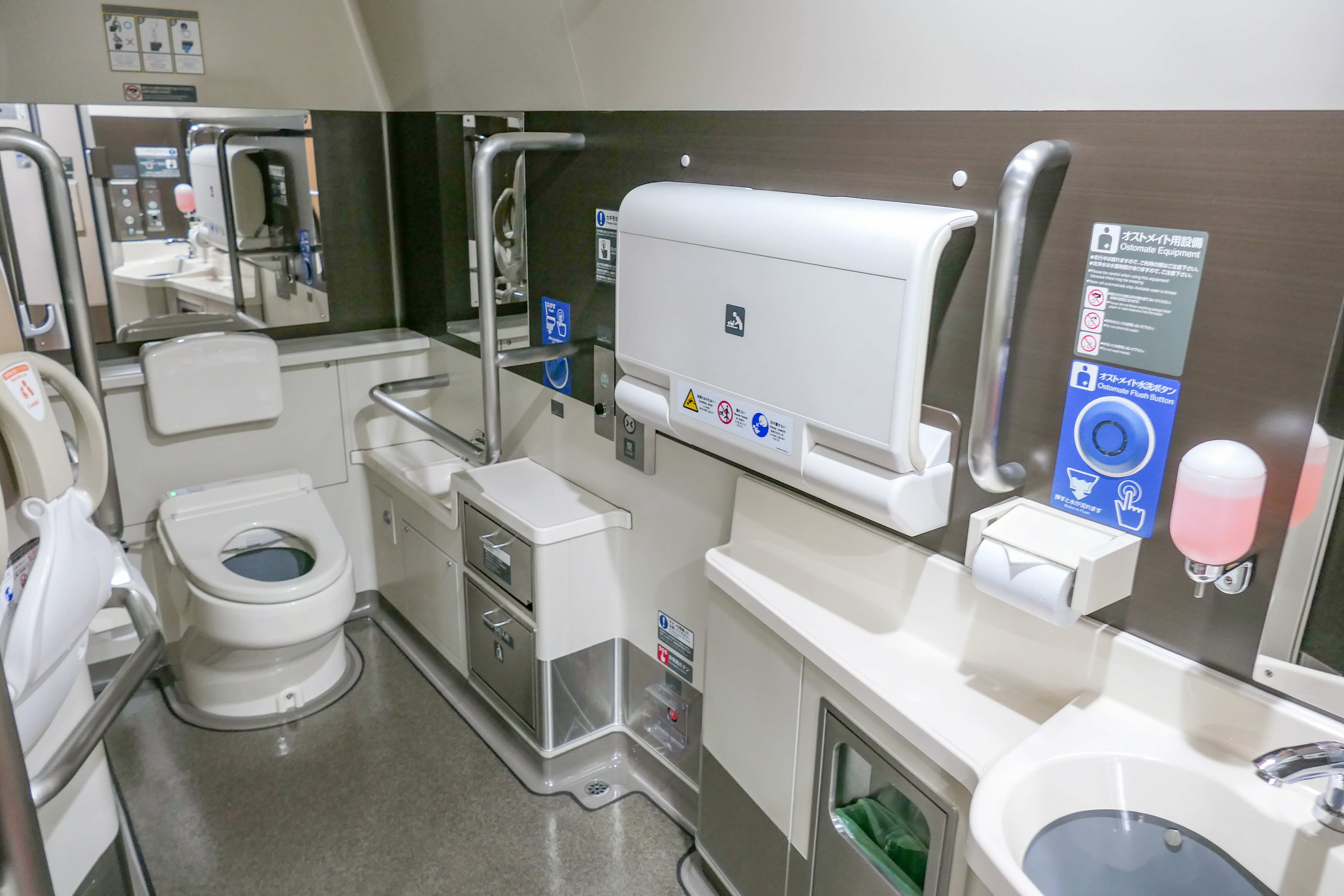
多機能トイレ内部

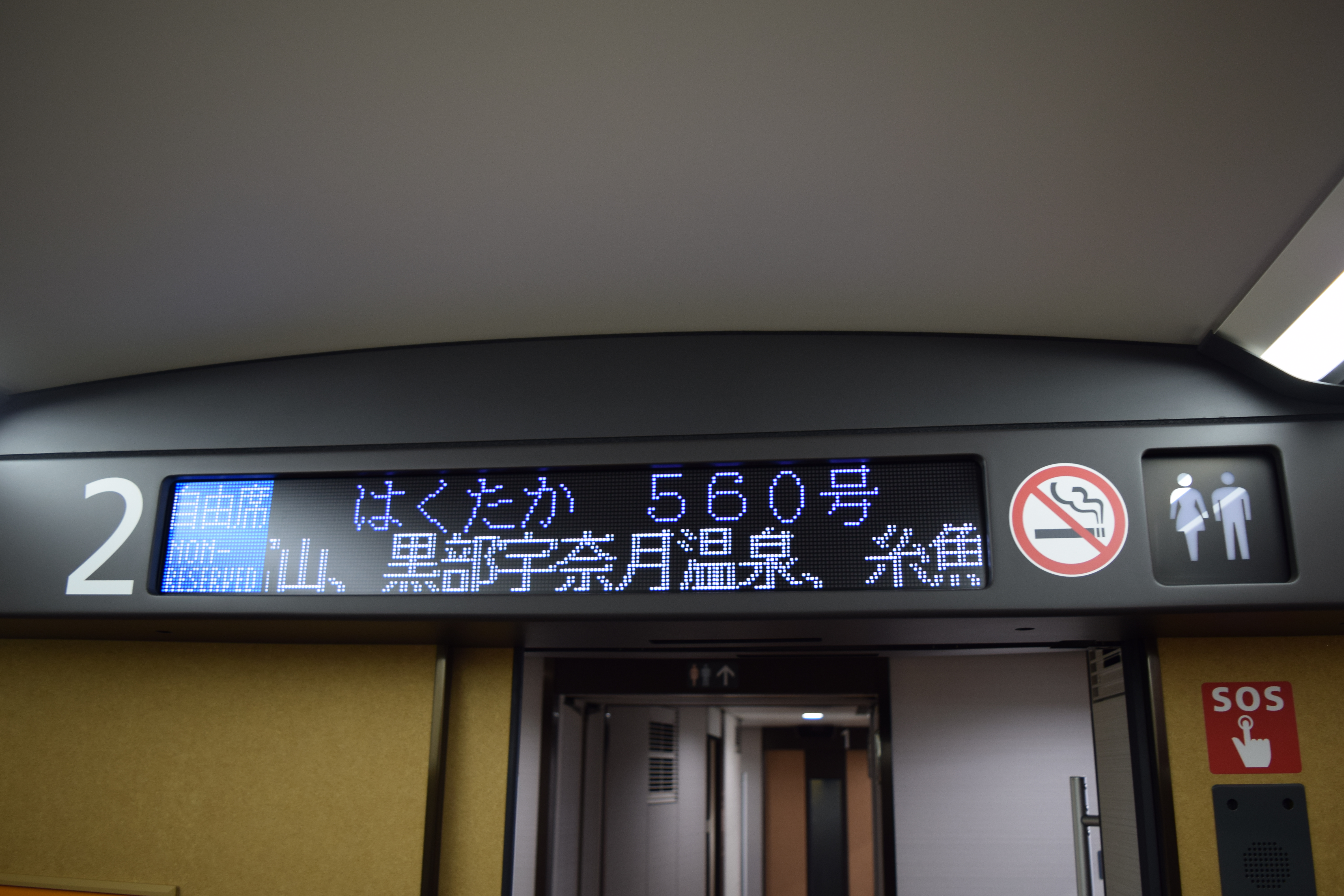
車内案内表示器

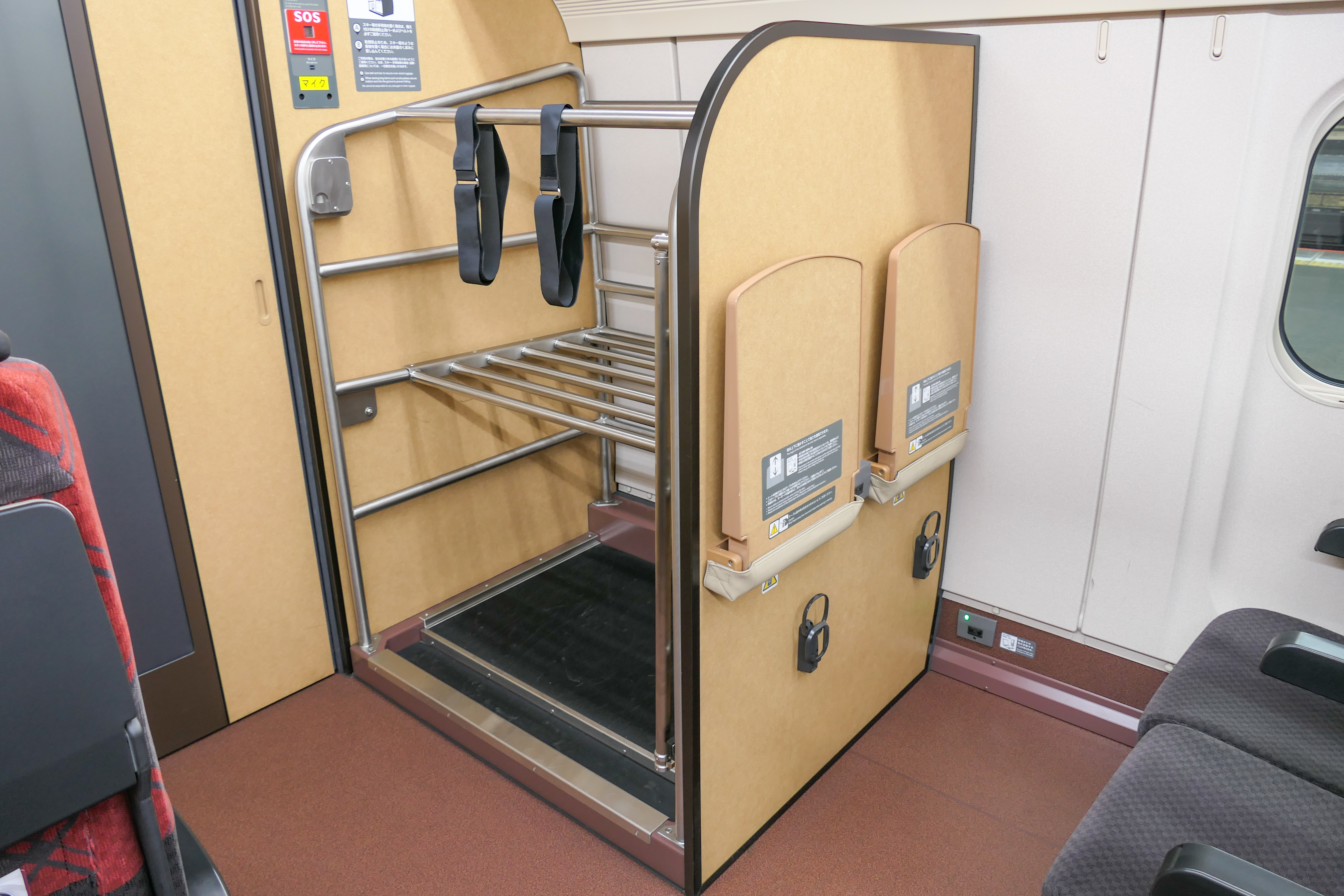
増設された荷物置場

グリーン車は金沢・新潟寄り車端の1か所に、普通車およびグランクラスは各車両端の2か所に客用扉・デッキを設置する。
トイレは2両に1か所の割合として奇数号車金沢・新潟寄りならびに12号車東京寄りに洋式2基・男性用小便器1基・洗面台2基の構成で設置。このうち洋式ならびに洗面台1基は女性専用とした。7・11号車には車いす対応設備ならびに多機能トイレを、7号車には加えて多機能室を設置する。
車内自動放送はE7系・W7系とも共通で堺正幸とジーン・ウィルソンによるものであるが、チャイムはE7系が上越新幹線と同一仕様、W7系が特急サンダーバードと同一仕様の「北陸ロマン」とする相違点がある。
照明はJR東日本の新幹線車両としては初めて全LED化を実施。普通車を含む全座席に電源コンセントを設置する。
- 全座席にコンセント設置を可能とした理由は、本系列がE5系・H5系よりも最高速度が遅く電源容量に余裕が生じたことによる[新聞 8][注 10]。

車内デザインは「大人の琴線に触れる『洗練さ』と心と体の『ゆとり・解放感』」を車両のトータルコンセプトとし、日本の伝統と最新技術の融合により新たな価値を生むことで『洗練さ』を、和風の空間に集うことで得られる心地よさで『ゆとり・解放感』を表現した。
またグランクラスおよびグリーン車には、シャープ・川崎重工業・デンソーが共同開発したプラズマクラスター技術をベースとした空気浄化システムを搭載する。
日本国外からの乗客や、冬季におけるスキー・スノーボードなどの大きな荷物を持った乗客が増えたことを受け、11号車のグリーン車のデッキスペースと普通車の偶数号車の東京寄2席（1番D・E席）の座席を撤去して、荷物置場を設置した。

#### 座席
グランクラス
長野(現：北陸)・上越新幹線での初導入となるグランクラス。伝統を感じる空間と先進の機能を持つシートがお互いを高めあうことで、居心地の良いゆとりある空間を表現。
グランクラスデッキには、日本の美しい四季を表現した飾り柱を設置しており、先頭車両前方（金沢・新潟寄り）のデッキには冬、先頭車両後方（東京寄り）のデッキには春・夏・秋を表現している。
通路を挟んで1列+2列にシートピッチ1,300 mm で配置する。付帯設備として枕・読書灯・インアーム式テーブル・カクテルテーブル・電源コンセントを装備する。
グリーン車
日本の伝統的な様式美とモダンな感覚とをアレンジすることで、落ち着きや気品を表現。
通路を挟んで2列 + 2列にシートピッチ1,160 mm で配置する。東京駅での折り返し時間を考慮して自動回転機能を搭載する。付帯設備として枕・読書灯・取っ手・背面テーブル・ドリンクホルダー・電源コンセントを装備する。
- リクライニング時の腰部ずれがない快適な座り心地を実現するため、背面と座布団を連動させてゆりかごのようにリクライニングを動作させる「クレイドル方式」を採用した。

普通車
通路を挟んで3列 + 2列にシートピッチ1,040 mm で配置する。グリーン車同様に自動回転機能を搭載する。付帯設備として枕・取っ手・背面テーブル・ドリンクホルダー・電源コンセントを装備する。
- 旅への期待やワクワク、相反するシックで大人の雰囲気を共存させることをコンセプトとし、座り心地および腰部ホールド感向上のため背面傾斜と連動して座面を斜め後ろ下方に引き込む形式のリクライニング機構を採用した。

## 形式
中間車はいずれも電動車で4 - 9号車は奇数号車 (M1) と偶数号車 (M2) でそれぞれ1ユニット、2・3号車は1号車の、10・11号車は12号車の制御車を組み合わせたユニットとする総計5ユニットで12両編成を組成する。なお、編成記号はE7系がF編成、W7系がW編成である。
- E7系・W7系で共通の番台区分[注 11]となるのはE726形・W726形のみである。
- W7系は同一ユニット内の各形式の番台区分をユニット番号×100に統一したことから、系列内に0番台は存在しない[注 12]。

E714形・W714形 (T'sc)
12号車に組成される敦賀・新潟寄りグランクラス制御車。E714形は0番台、W714形は500番台に区分。グランクラスアテンダント準備室とトイレ・洗面所を設置。
E715形・W715形 (M1s)
11号車に組成されるグリーン中間電動車。主変換装置を搭載し、車椅子対応設備と車椅子対応トイレ・洗面所を設置。E715形は0番台、W715形は500番台に区分。
E723形・W723形 (T1c)
1号車に組成される東京寄り普通制御車。トイレ・洗面所を設置。E723形は0番台、W723形は100番台に区分。
E725形・W725形
いずれも普通中間電動車。主変換装置を搭載し、トイレ・洗面所を設置。
E725形0番台・W725形100番台 (M1)
3号車に組成。集電装置を屋根上に搭載する。
E725形100番台・W725形200番台 (M1)
5号車に組成。
E725形400番台・W725形300番台 (M1k)
7号車に組成。集電装置を屋根上に搭載するほか、車内に車椅子対応設備・多目的室・車内販売準備室を設置。トイレ・洗面所は車椅子に対応。
E725形200番台・W725形400番台 (M1)
9号車に組成。
E726形・W726形
いずれも主変換装置・主変圧器を搭載する普通中間電動車。両形式とも番台区分が共通する。
100番台 (M2)
2号車に組成。
200番台 (M2)
4号車に組成。
300番台 (M2)
6号車に組成。車内に乗務員室を設置。
400番台 (M2)
8号車に組成。
500番台 (M2)
10号車に組成。

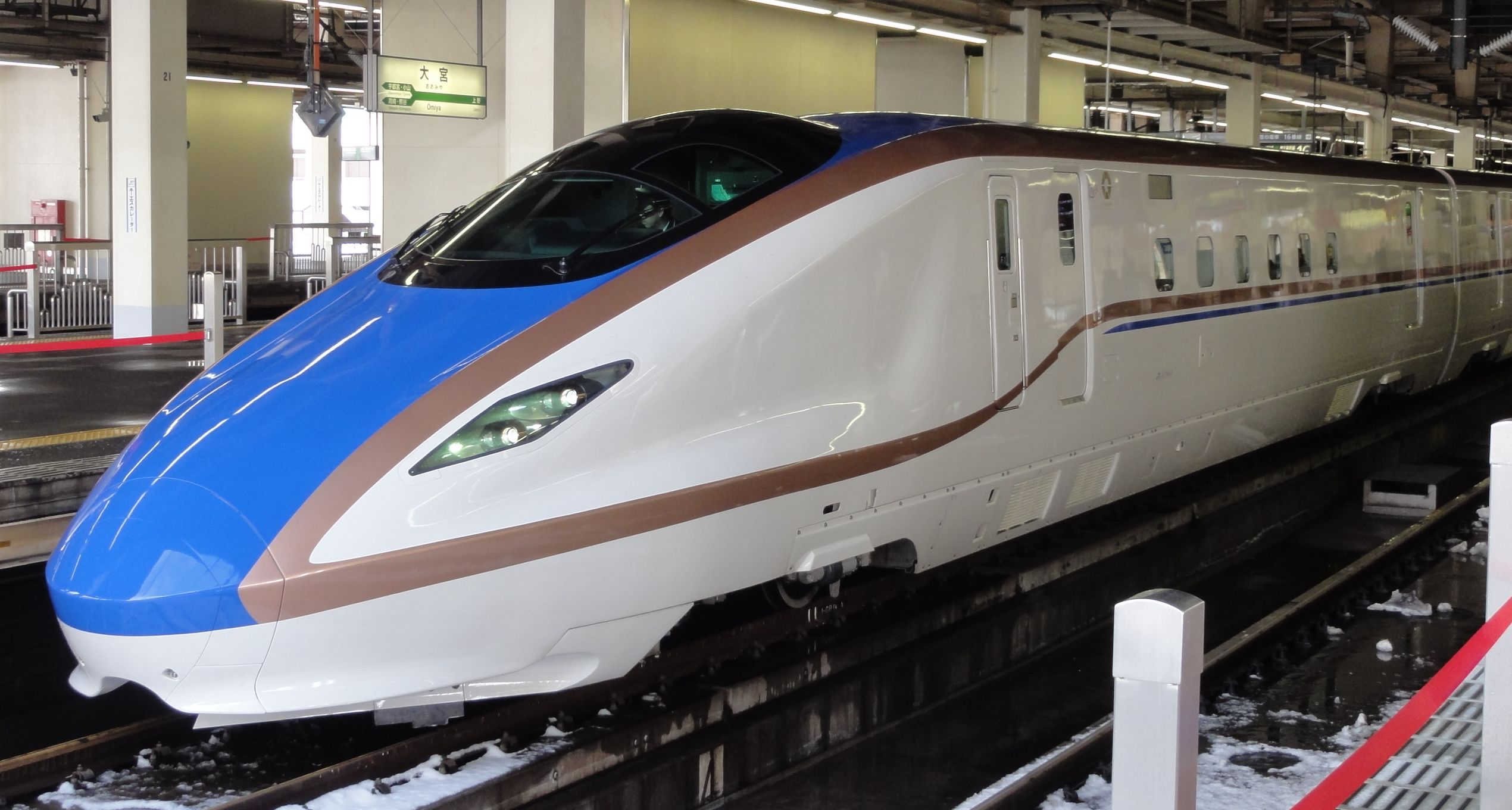
E714-1 （12号車）
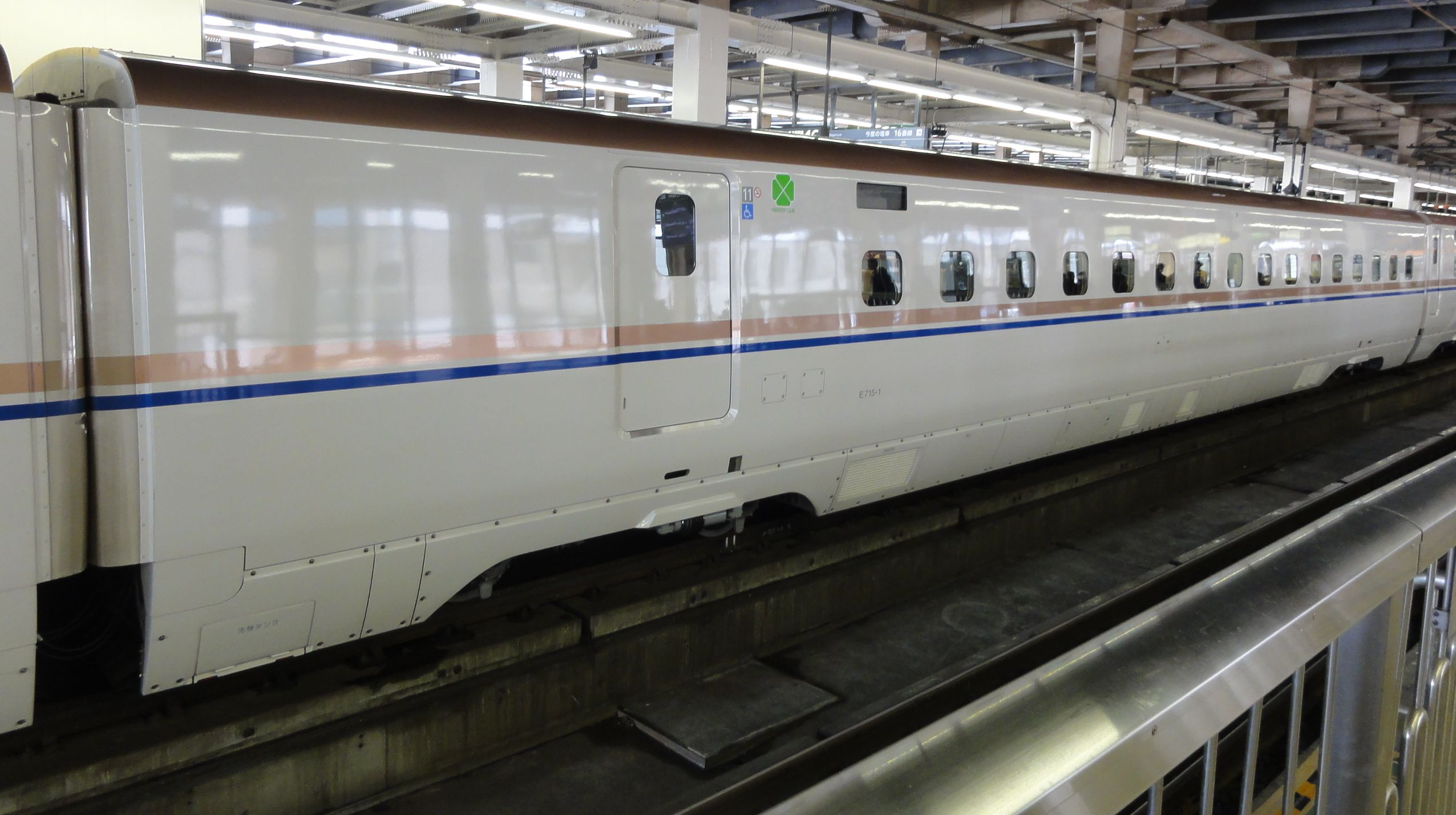
E715-1 （11号車）
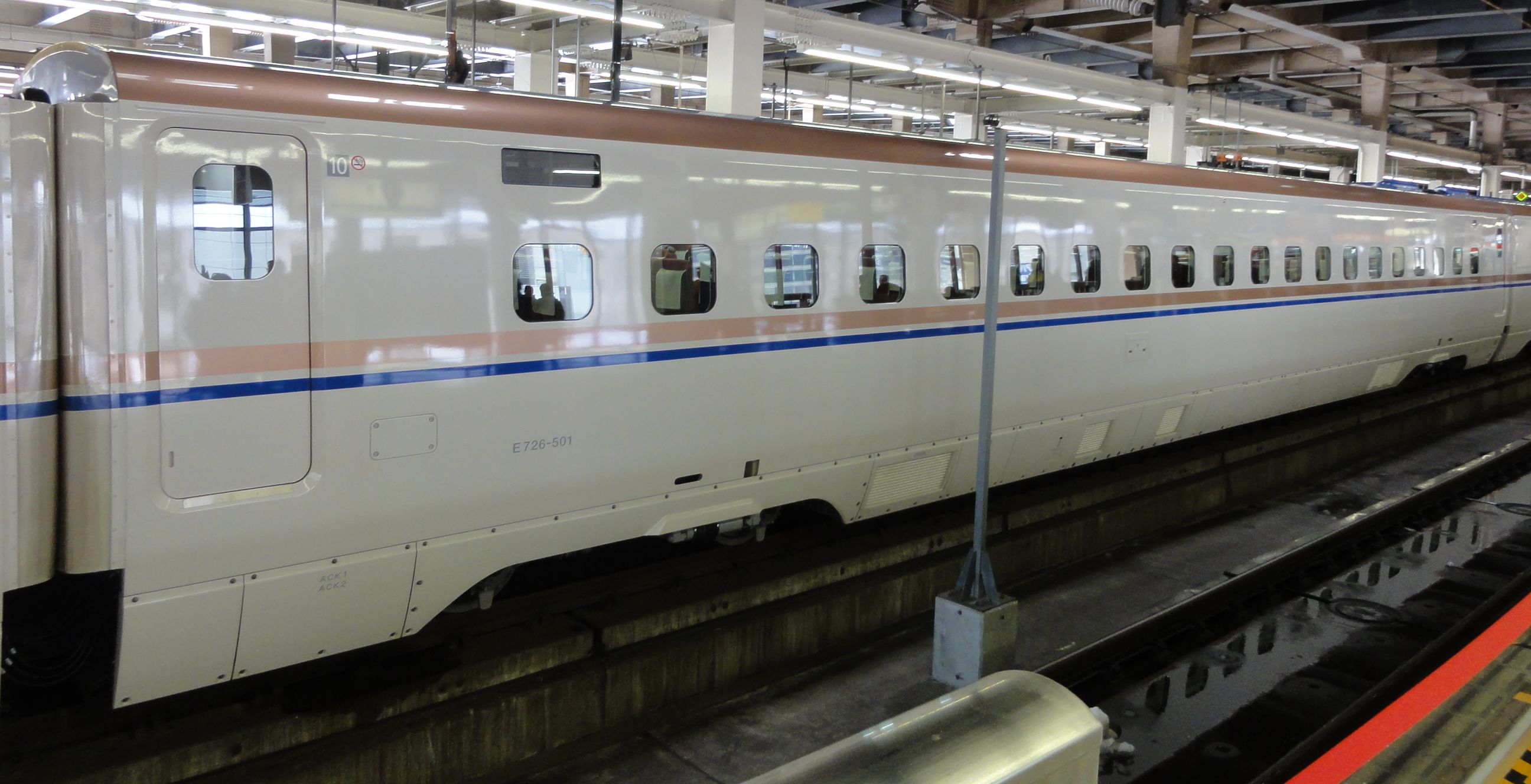
E726-501 （10号車）
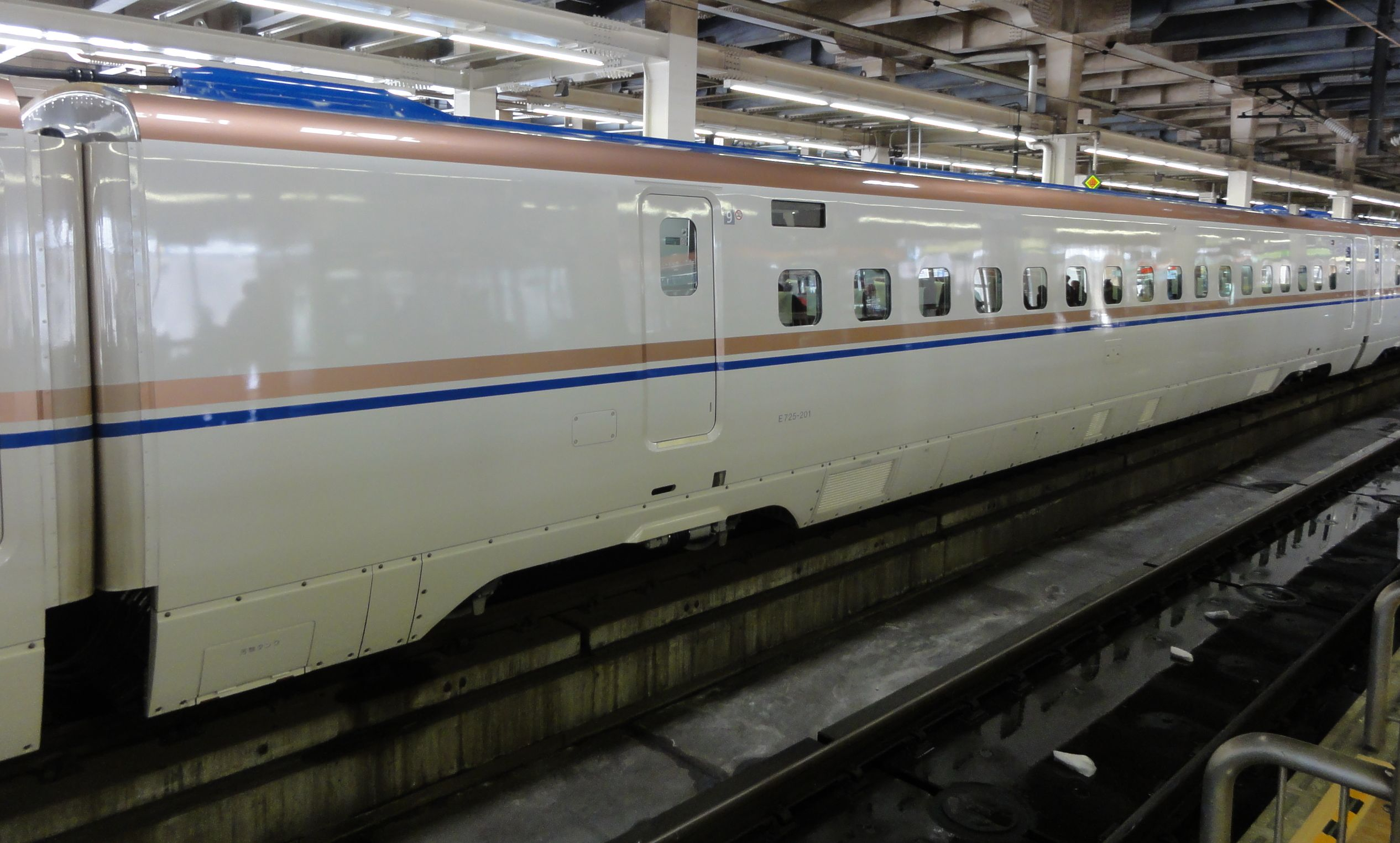
E725-201 （9号車）
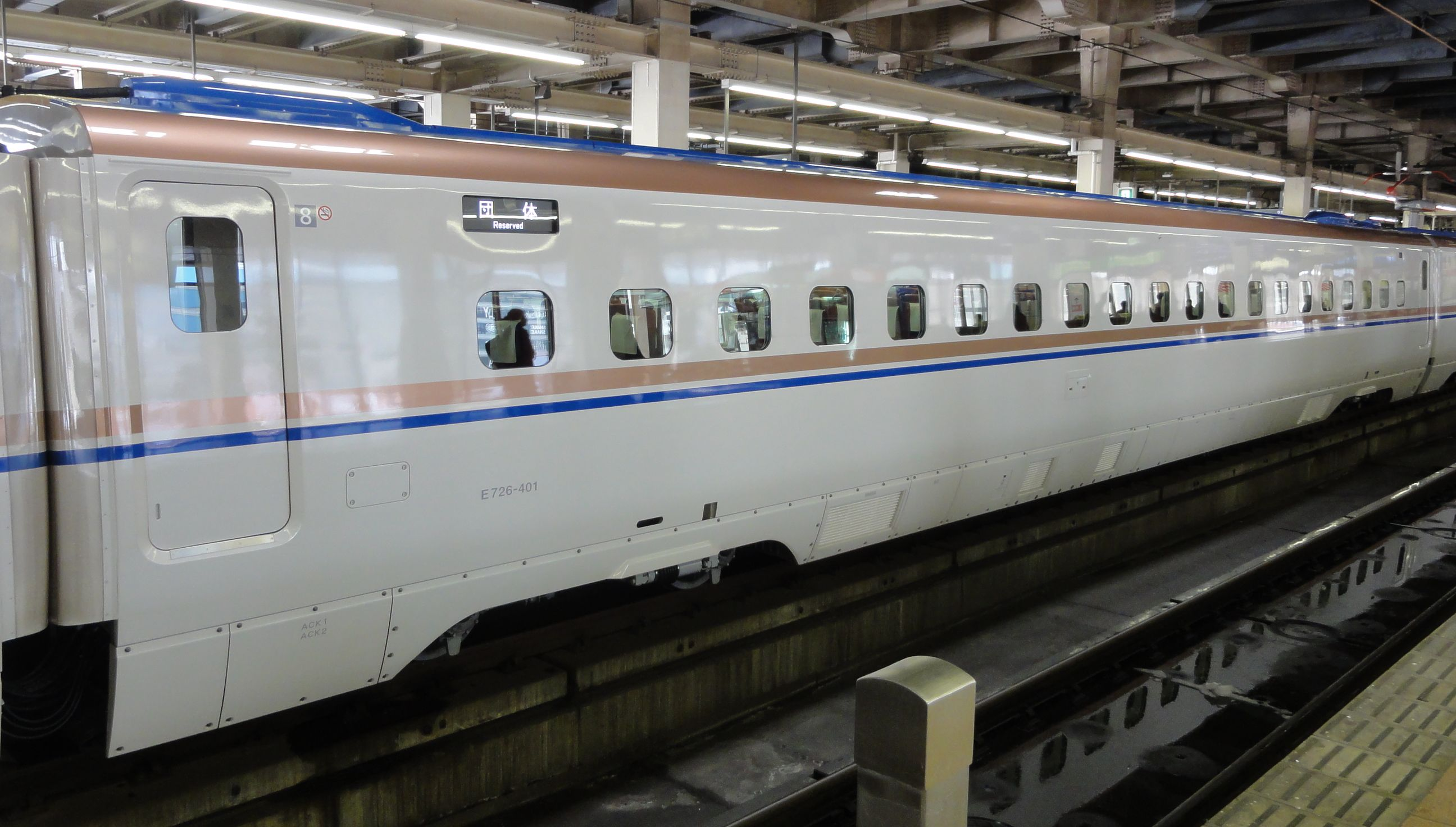
E726-401 （8号車）
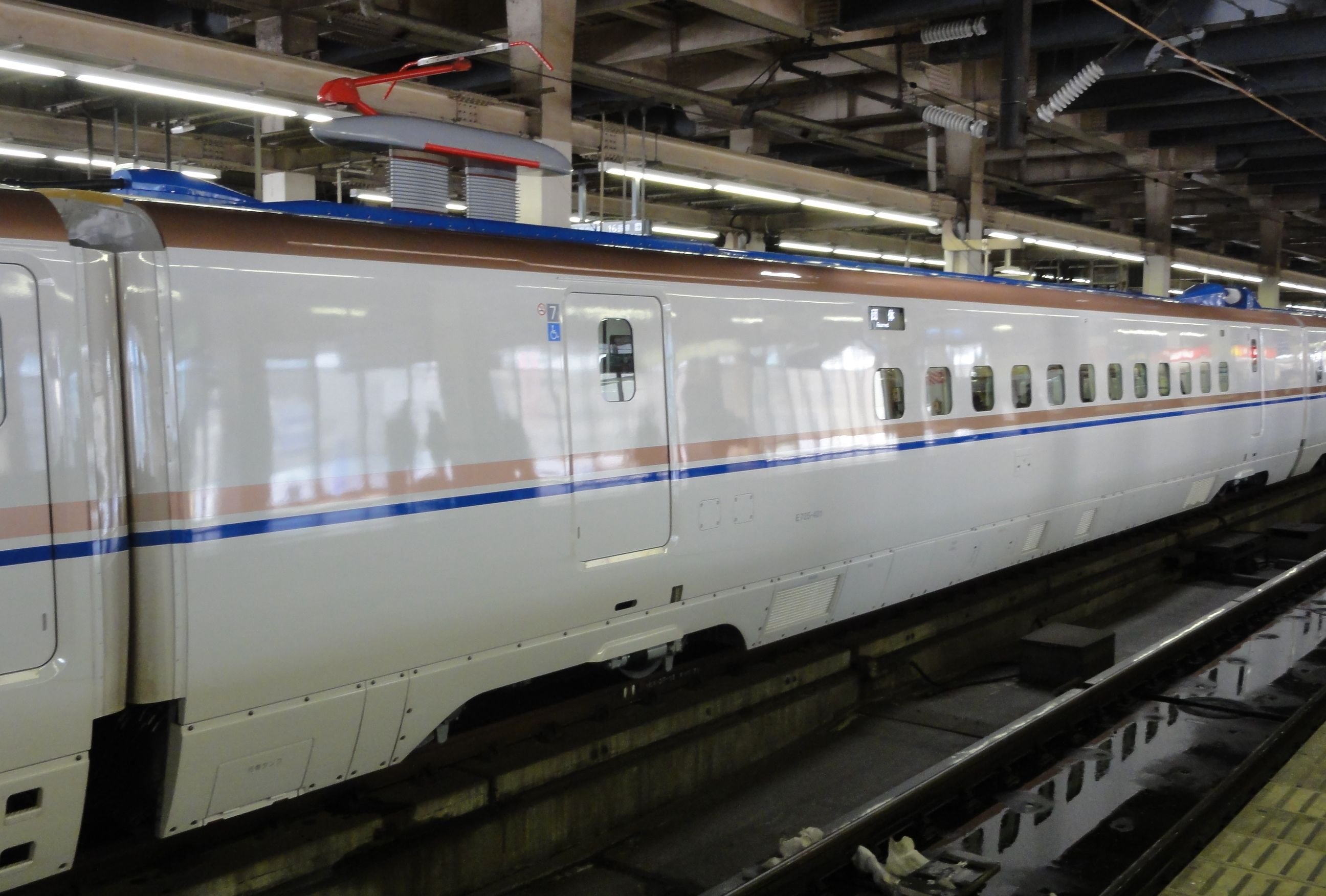
E725-401 （7号車）
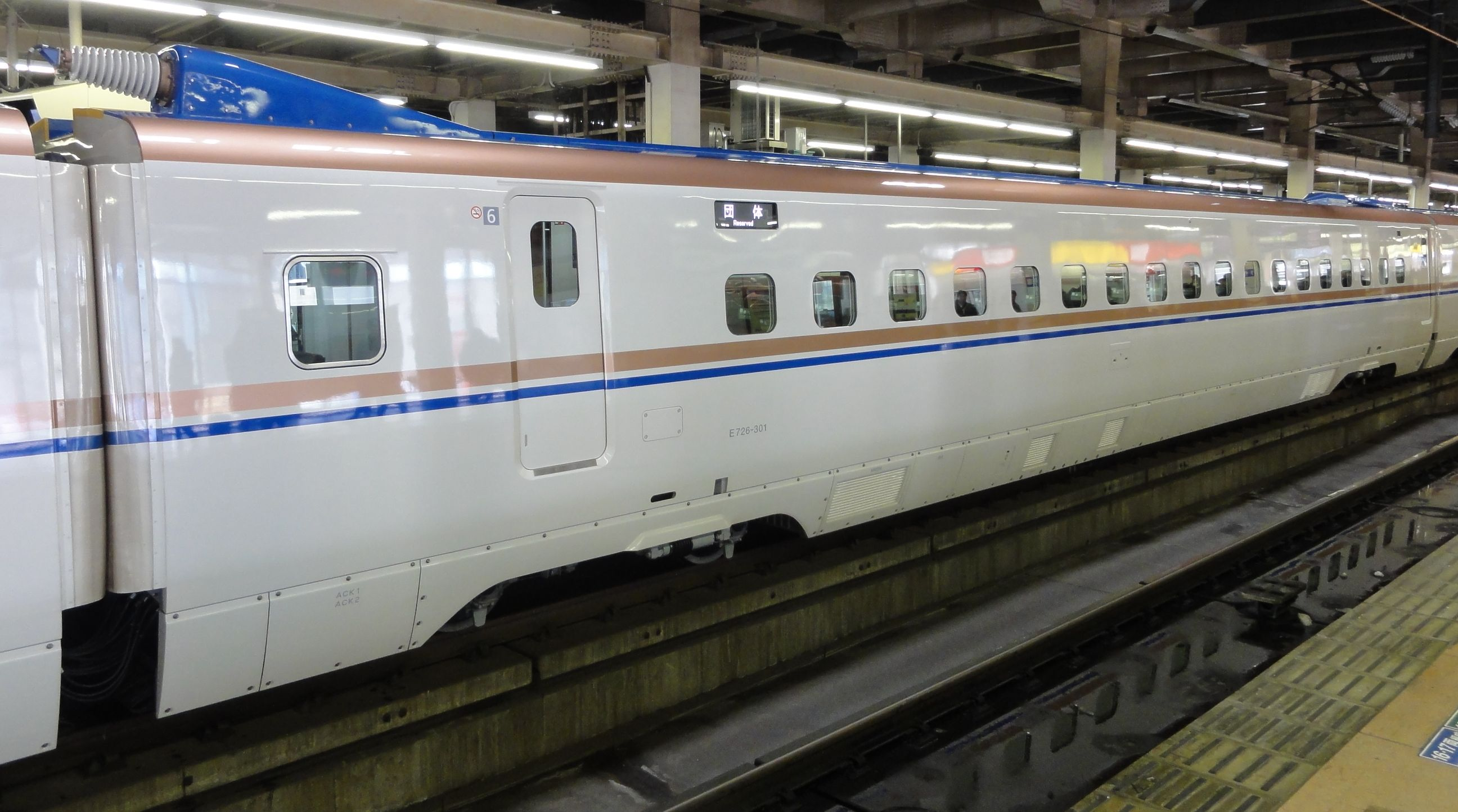
E726-301 （6号車）
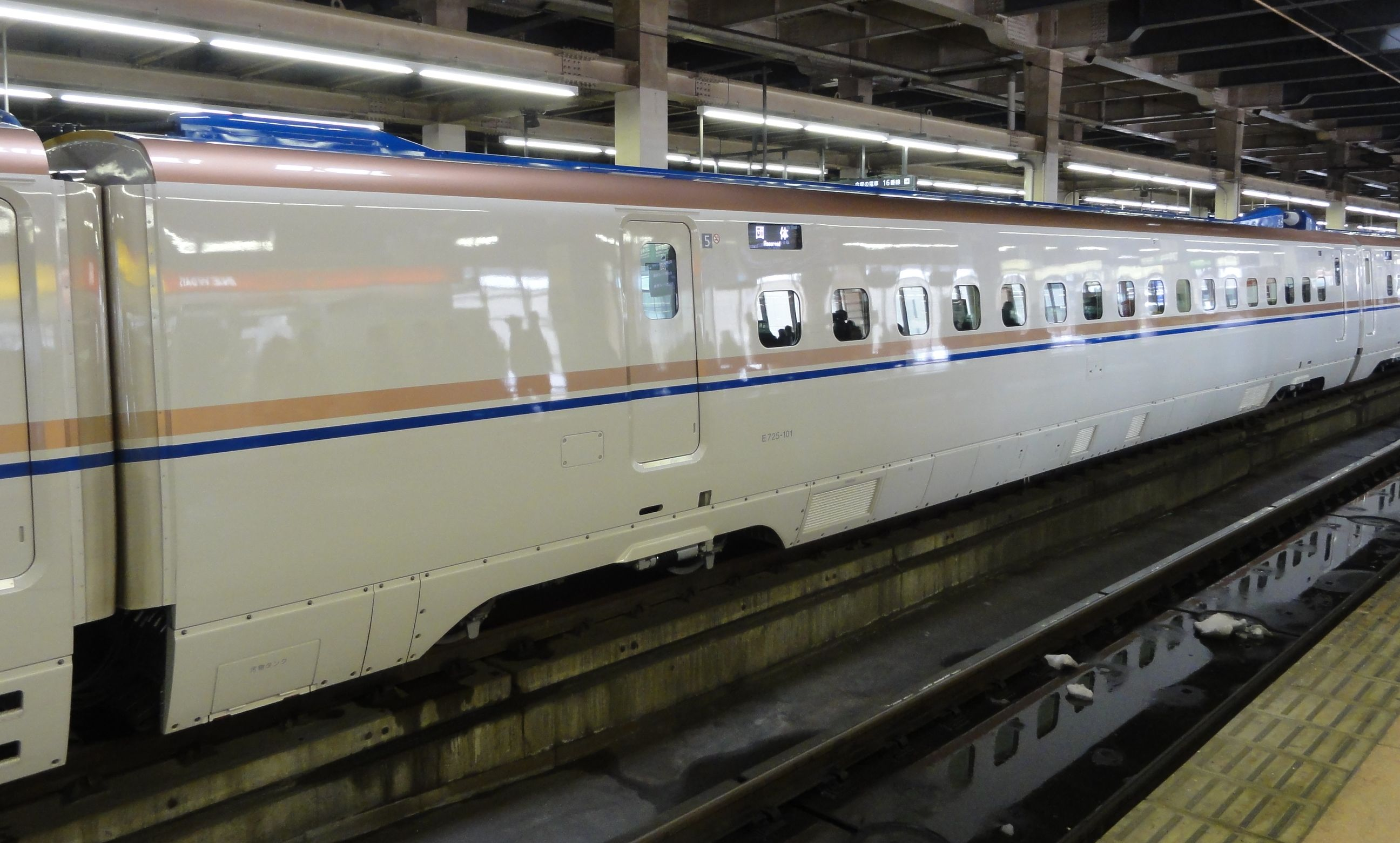
E725-101 （5号車）
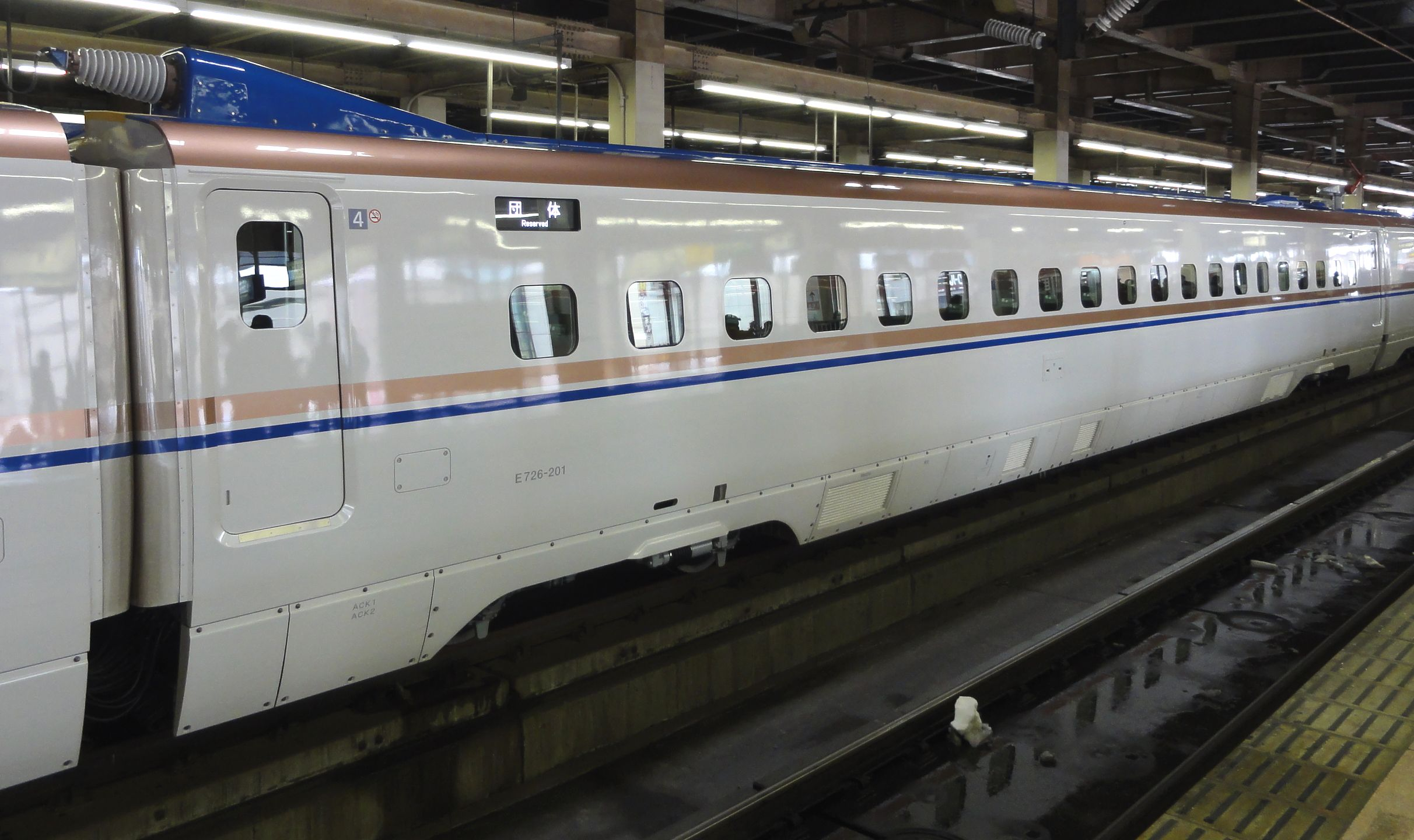
E726-201 （4号車）
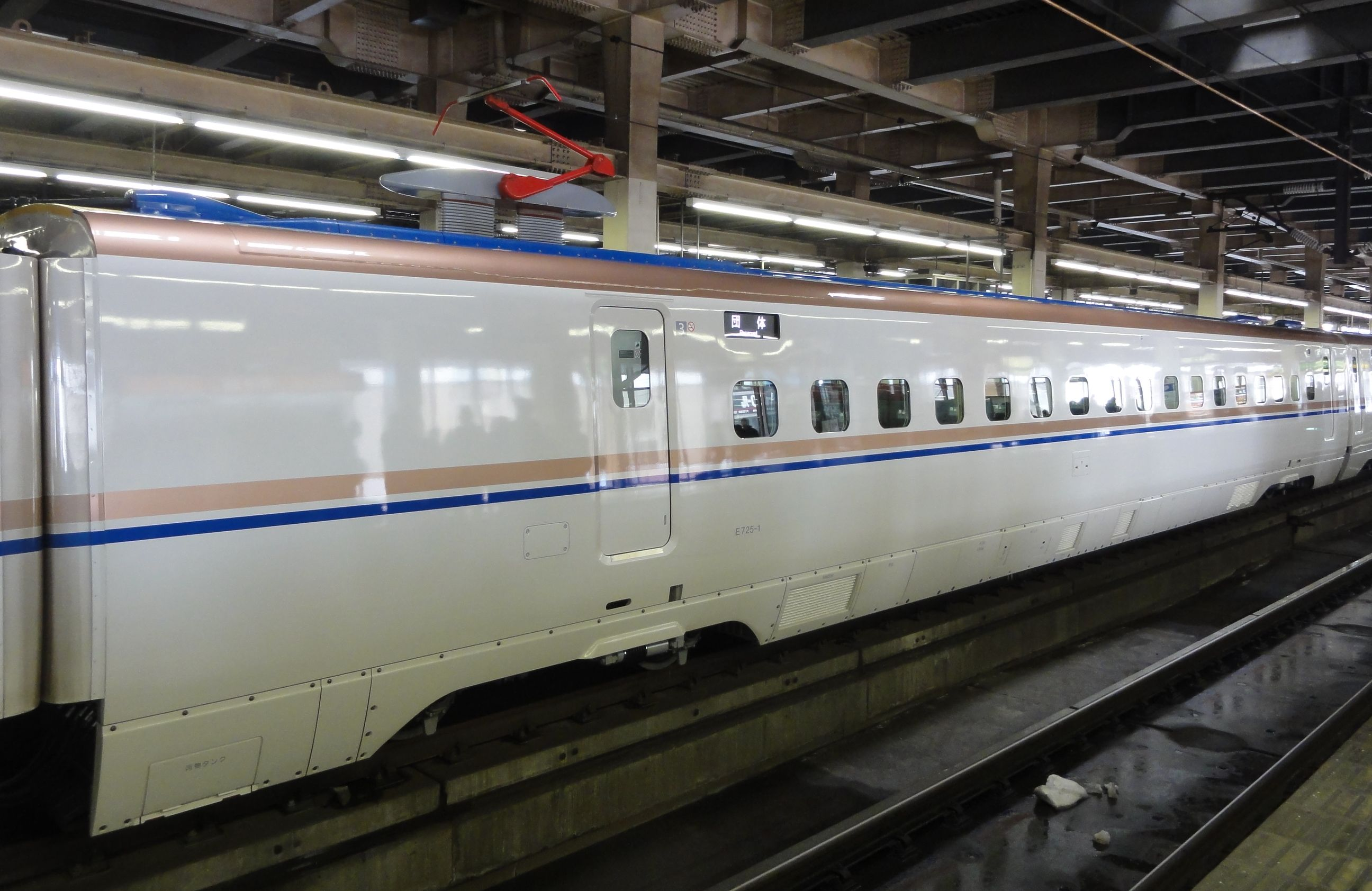
E725-1 （3号車）
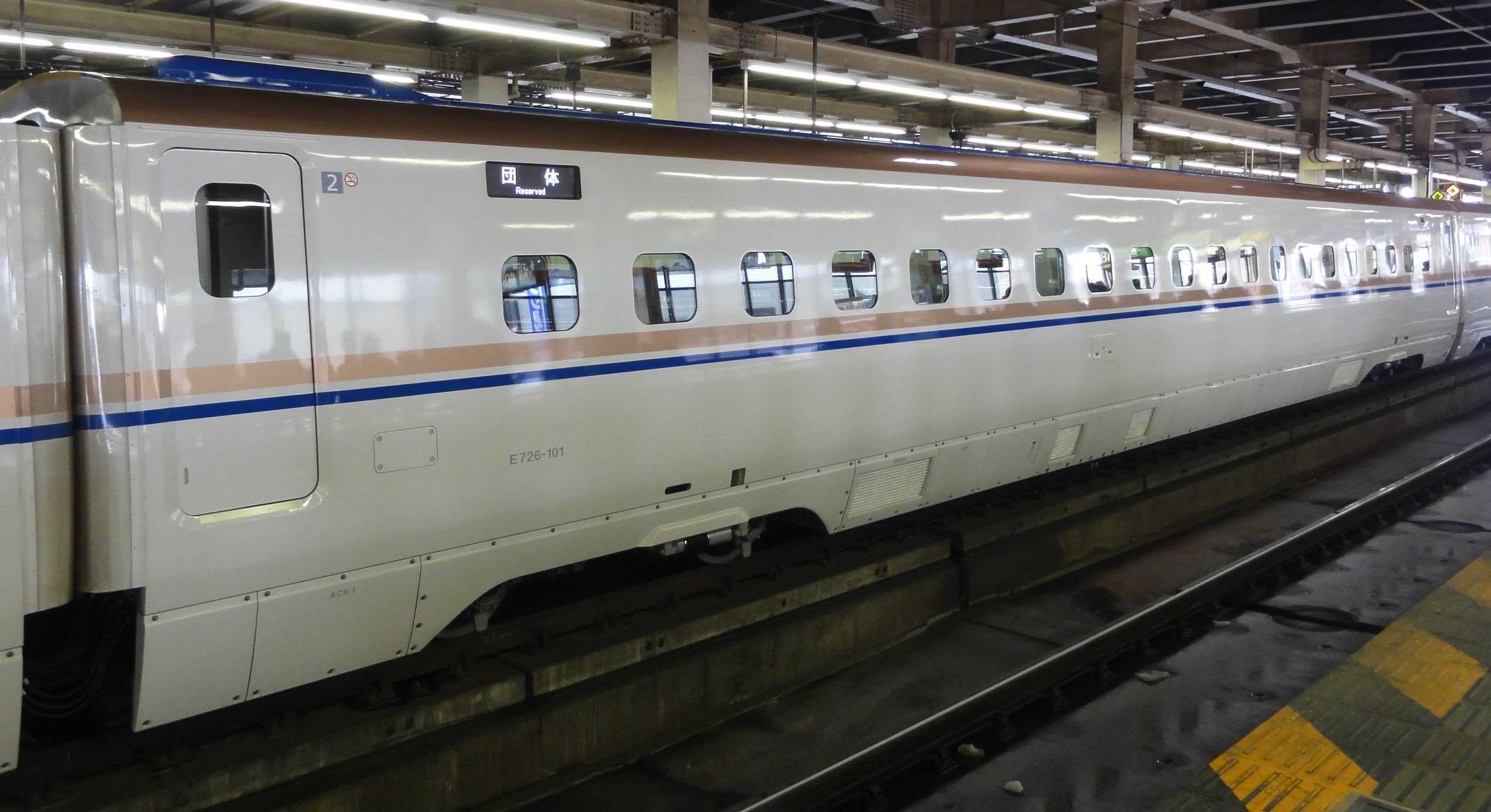
E726-101 （2号車）
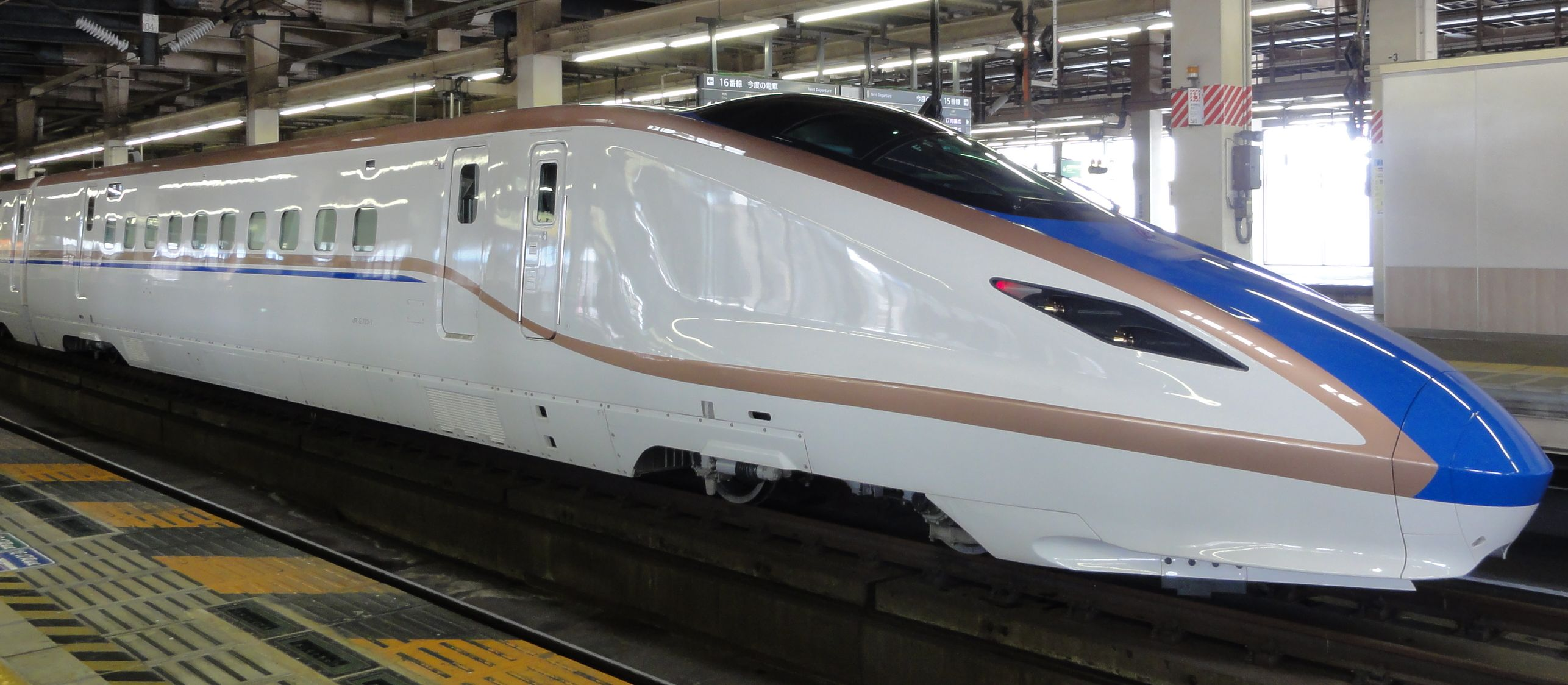
E723-1 （1号車）

### E7系（F編成）編成表
特記ない限りは2024年（令和6年）4月1日時点の情報を示す。便宜上、令和元年東日本台風で被災・廃車した編成も記載する。車歴表も参照。座席定員については、上段は前期型、下段は後期型の定員を表している。
|             | ← 東京敦賀・新潟 → | ← 東京敦賀・新潟 → | ← 東京敦賀・新潟 → | ← 東京敦賀・新潟 → | ← 東京敦賀・新潟 → | ← 東京敦賀・新潟 → | ← 東京敦賀・新潟 → | ← 東京敦賀・新潟 → | ← 東京敦賀・新潟 → | ← 東京敦賀・新潟 → | ← 東京敦賀・新潟 → | ← 東京敦賀・新潟 → |
| ----------- | ------------------ | ------------------ | ------------------ | ------------------ | ------------------ | ------------------ | ------------------ | ------------------ | ------------------ | ------------------ | ------------------ | ------------------ |
|             |                    |                    |                    |                    |                    |                    |                    |                    |                    |                    |                    |                    |
|             |                    |                    |                    |                    |                    |                    |                    |                    |                    |                    |                    |                    |
| 号車        | 1                  | 2                  | 3                  | 4                  | 5                  | 6                  | 7                  | 8                  | 9                  | 10                 | 11                 | 12                 |
| 形式        | E723形 (T1c)       | E726形 (M2)        | E725形 (M1)        | E726形 (M2)        | E725形 (M1)        | E726形 (M2)        | E725形 (M1k)       | E726形 (M2)        | E725形 (M1)        | E726形 (M2)        | E715形 (M1s)       | E714形 (Tsc)       |
| 番台        | 0番台              | 100番台            | 0番台              | 200番台            | 100番台            | 300番台            | 400番台            | 400番台            | 200番台            | 500番台            | 0番台              | 0番台              |
| 座席        | 普通車             | 普通車             | 普通車             | 普通車             | 普通車             | 普通車             | 普通車             | 普通車             | 普通車             | 普通車             | グリーン車         | グランクラス       |
| 定員 （名） | 50                 | 100→98             | 85                 | 100→98             | 85                 | 90→88              | 58                 | 100→98             | 85                 | 100→98             | 63                 | 18                 |
| 定員 （名） | 48                 | 98                 | 83                 | 98                 | 83                 | 88                 | 52                 | 98                 | 83                 | 98                 | 63                 | 18                 |
| 搭載機器    | CP,BT              | MTr,CI             | CI,APU             | MTr,CI             | CI,APU CP,BT       | MTr,CI             | CI,APU BT          | MTr,CI             | CI,APU CP,BT       | MTr,CI             | CI,APU             | CP,BT              |
| 自重 （t）  | 41.3               | 44.7               | 46.1               | 45.2               | 46.4               | 45.2               | 46.5               | 45.2               | 46.4               | 45.0               | 45.6               | 44.5               |
| ユニット    | 1ユニット          | 1ユニット          | 1ユニット          | 2ユニット          | 2ユニット          | 3ユニット          | 3ユニット          | 4ユニット          | 4ユニット          | 5ユニット          | 5ユニット          | 5ユニット          |

凡例
- MTr：主変圧器、CI：主変換装置、APU：補助電源装置、CP：空気圧縮機、BT：蓄電池[21]

### W7系（W編成）編成表
特記ない限りは2024年（令和6年）4月1日時点の情報を示す。便宜上、令和元年東日本台風で被災・廃車した編成も記載する。車歴表も参照。座席定員については、上段は前期型、下段は後期型の定員を表している。
|             | ← 東京敦賀 → | ← 東京敦賀 → | ← 東京敦賀 → | ← 東京敦賀 → | ← 東京敦賀 → | ← 東京敦賀 → | ← 東京敦賀 → | ← 東京敦賀 → | ← 東京敦賀 → | ← 東京敦賀 → | ← 東京敦賀 → | ← 東京敦賀 → |
| ----------- | ------------ | ------------ | ------------ | ------------ | ------------ | ------------ | ------------ | ------------ | ------------ | ------------ | ------------ | ------------ |
|             |              |              |              |              |              |              |              |              |              |              |              |              |
|             |              |              |              |              |              |              |              |              |              |              |              |              |
| 号車        | 1            | 2            | 3            | 4            | 5            | 6            | 7            | 8            | 9            | 10           | 11           | 12           |
| 形式        | W723形 (T1c) | W726形 (M2)  | W725形 (M1)  | W726形 (M2)  | W725形 (M1)  | W726形 (M2)  | W725形 (M1k) | W726形 (M2)  | W725形 (M1)  | W726形 (M2)  | W715形 (M1s) | W714形 (Tsc) |
| 番台        | 100番台      | 100番台      | 100番台      | 200番台      | 200番台      | 300番台      | 300番台      | 400番台      | 400番台      | 500番台      | 500番台      | 500番台      |
| 座席        | 普通車       | 普通車       | 普通車       | 普通車       | 普通車       | 普通車       | 普通車       | 普通車       | 普通車       | 普通車       | グリーン車   | グランクラス |
| 定員 （名） | 50           | 100→98       | 85           | 100→98       | 85           | 90→88        | 58           | 100→98       | 85           | 100→98       | 63           | 18           |
| 定員 （名） | 48           | 98           | 83           | 98           | 83           | 88           | 52           | 98           | 83           | 98           | 63           | 18           |
| 搭載機器    | CP,BT        | MTr,CI       | CI,APU       | MTr,CI       | CI,APU CP,BT | MTr,CI       | CI,APU BT    | MTr,CI       | CI,APU CP,BT | MTr,CI       | CI,APU       | CP,BT        |
| 自重 （t）  | 41.3         | 44.7         | 46.1         | 45.2         | 46.4         | 45.2         | 46.5         | 45.2         | 46.4         | 45.0         | 45.6         | 44.5         |
| ユニット    | 1ユニット    | 1ユニット    | 1ユニット    | 2ユニット    | 2ユニット    | 3ユニット    | 3ユニット    | 4ユニット    | 4ユニット    | 5ユニット    | 5ユニット    | 5ユニット    |

凡例
- MTr：主変圧器、CI：主変換装置、APU：補助電源装置、CP：空気圧縮機、BT：蓄電池[21]

## 車歴表
特記ない限りは2024年（令和6年）4月1日時点の情報を示す。
- 製造…日立：日立製作所、川重：川崎重工業、川車：川崎車両、横浜：総合車両製作所横浜事業所、近車：近畿車輛
- 配置…長野：長野新幹線車両センター、新潟：新潟新幹線車両センター、白山：白山総合車両所

## 落成から営業運転までの経緯

### 落成・納入

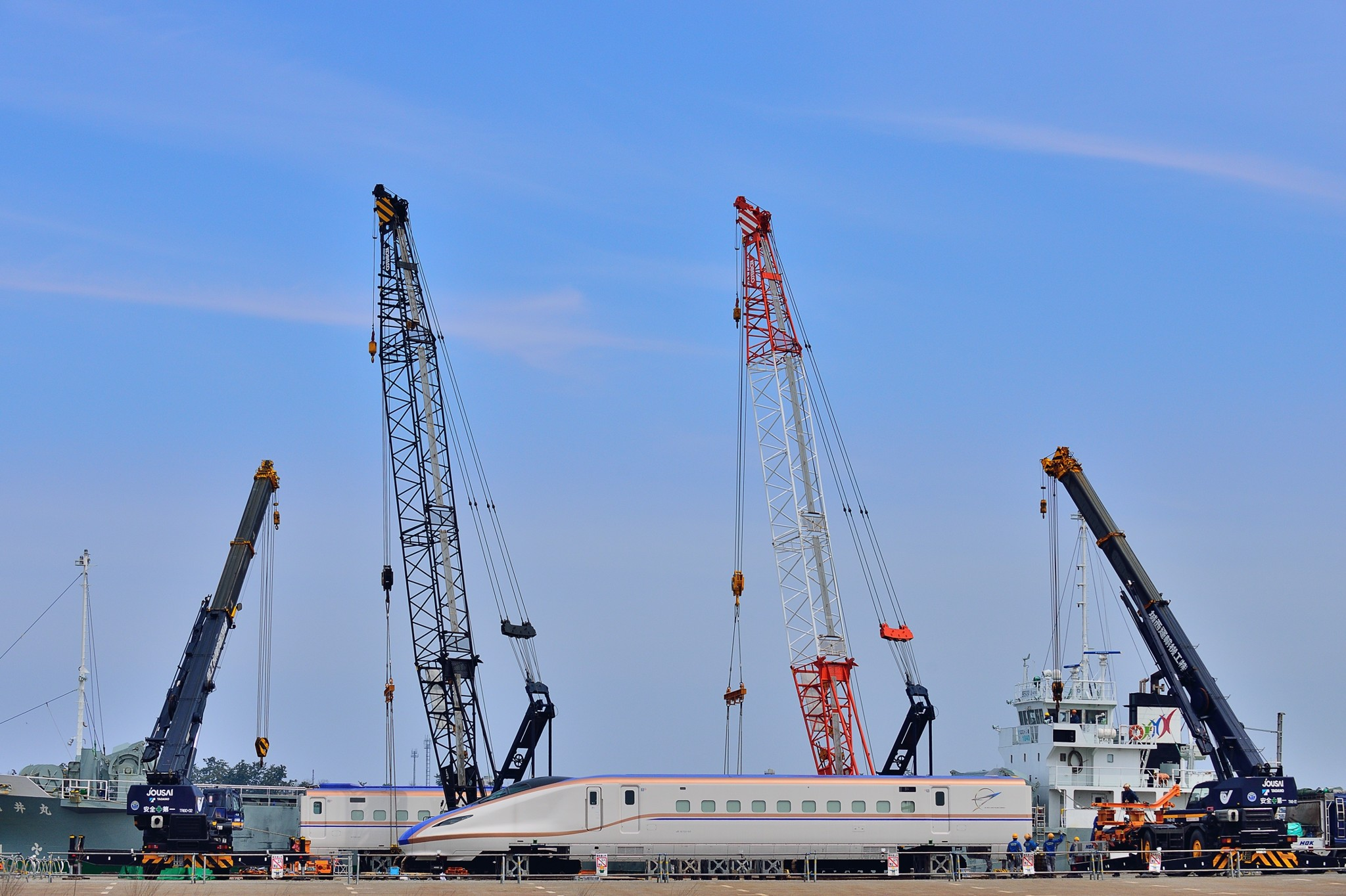
W1編成陸揚げ
2014年4月13日 金沢港

E7系は、第1陣となるF1編成が2013年10月22日・28日の2回に分けて6両ずつ川崎重工業車両カンパニー（川崎重工業兵庫工場）から出場し船積み、同月30日には仙台港で陸揚げされ新幹線総合車両センターへ陸送納入された。同年11月28日には報道公開された。さらに同月30日からはF2編成の陸揚げが開始された。
一方、W7系はW1編成が2014年4月7日に川崎重工業車両カンパニーで公開され、翌8日に神戸港を出港し10日に金沢港へ入港、翌11日に陸揚げされた。12日未明から10・11・12号車の3両を皮切りに白山総合車両所へ3両ずつ陸送され、15日に全車の搬入が完了した。同年11月15日までにW7系10編成120両がすべて納入された。

### 試運転

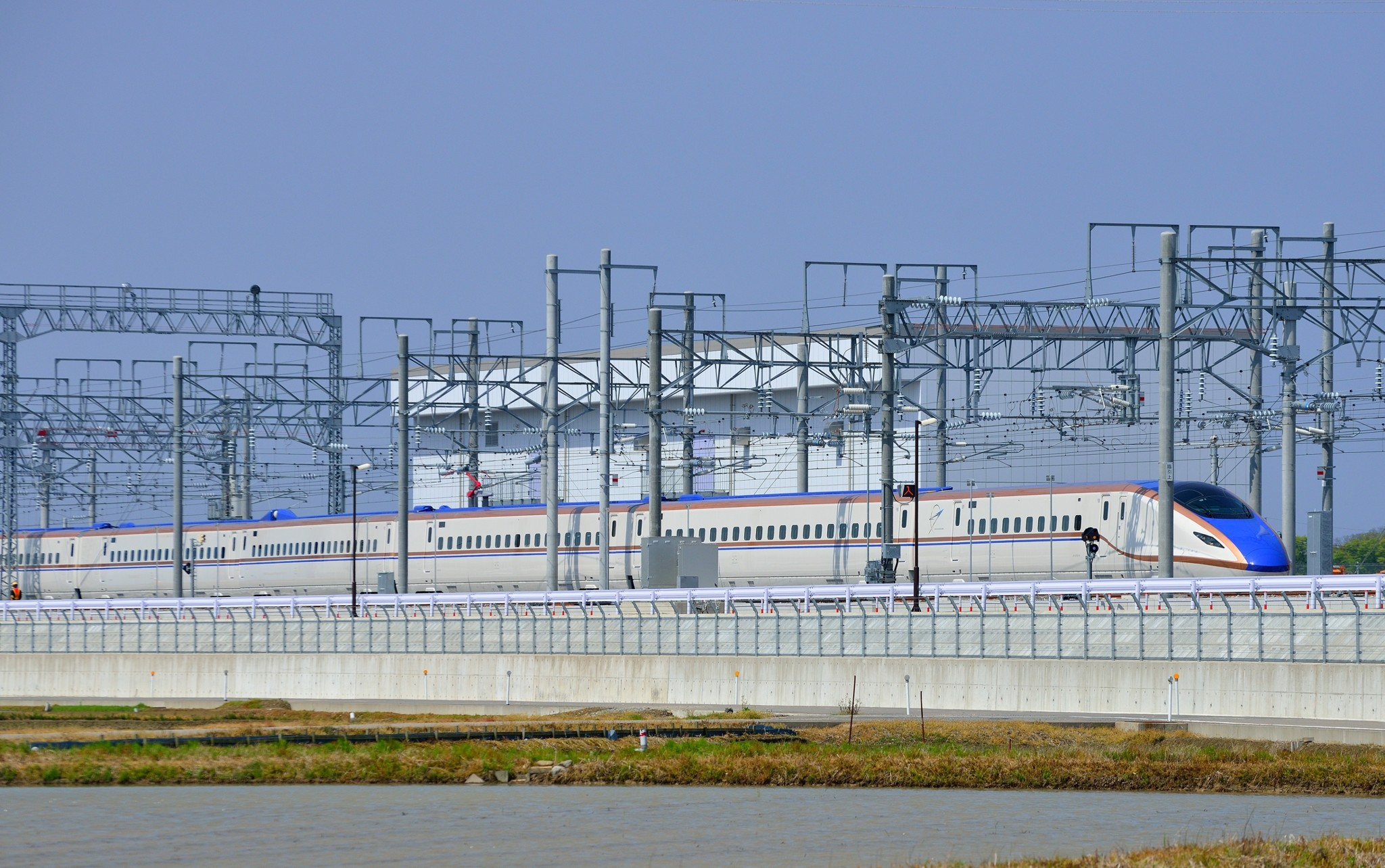
W1編成構内試運転
2014年5月2日 白山総合車両所

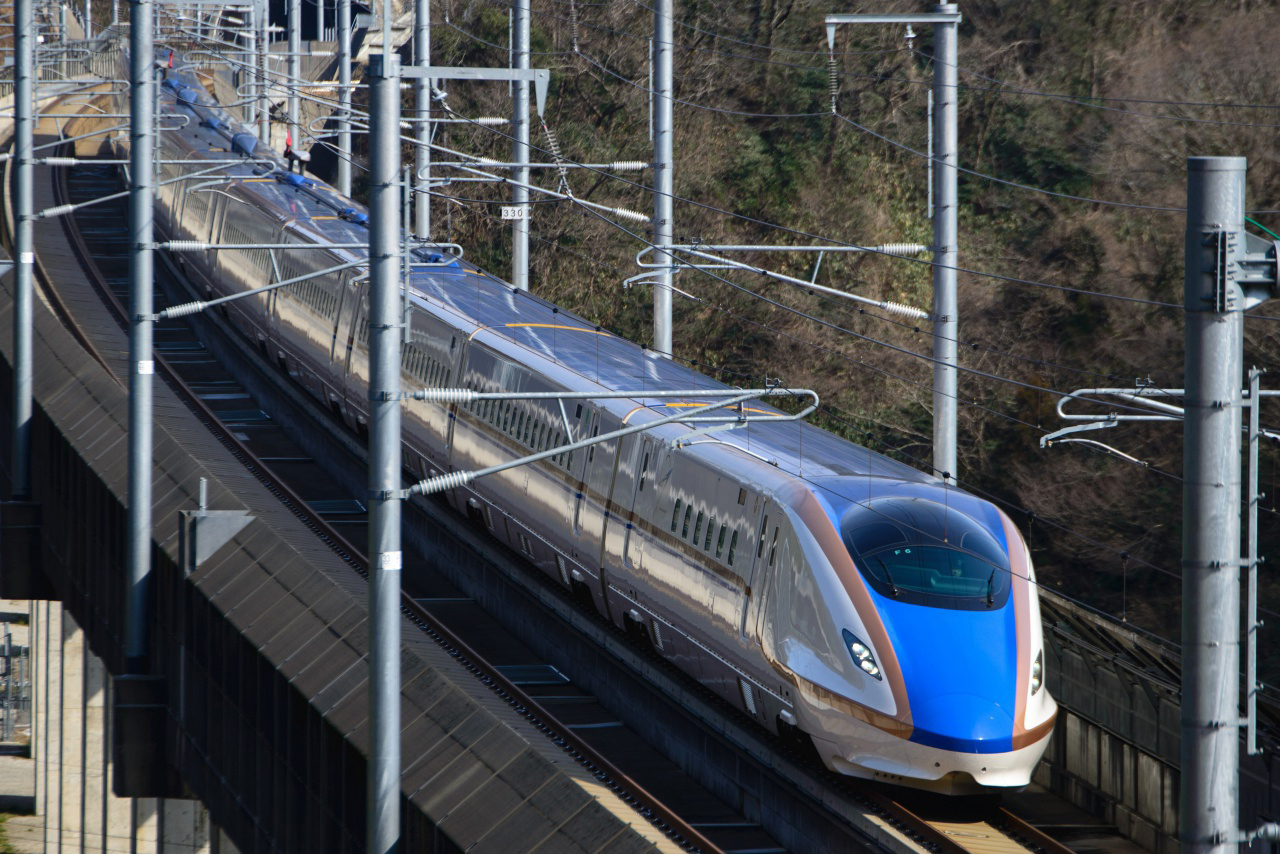
F6編成本線試運転
2015年2月7日 宮谷トンネル付近（新高岡 - 金沢 間）

E7系は当初東北新幹線仙台 - 北上間でF1編成が試運転を実施したが、2013年12月14日未明から15日にかけて長野までの入線を実施。F2編成も2014年1月9日に長野新幹線車両センターへ、同月11日に東京新幹線車両センターへ回送され、同月15日から本格的な試運転が開始された。また上越新幹線での試運転も同年4月15・16日に新潟新幹線車両センターへ回送されたF5編成が実施したのを皮切に他編成も「あさま」運用の間合いで新潟までの試運転を実施、金沢開業後も継続して行われた。
W7系は2014年4月30日に白山総合車両所内で走行試験を実施し、6月22日には白山総合車両所と併せて報道公開。8月1日からは列車走行試験を開始。8月5日には上越妙高 - 金沢 - 白山総合車両所で試験走行、8月7日には試験走行の区間を長野まで延長した。
10月23日には、長野 - 上越妙高 - 金沢 - 白山総合車両所へE7系が初入線し走行試験を同月31日まで実施した。
12月8日からは金沢延伸開業前日の2015年3月13日まで、長野 - 上越妙高 - 金沢 - 白山総合車両所間でE7系・W7系を使用した車両走行試験・乗務員訓練・設備確認等の各種試運転を実施し、長野 - 上越妙高間を1日あたり最大25往復、上越妙高 - 金沢 - 白山総合車両所間を1日あたり最大14往復走行した。

### 「あさま」への先行投入

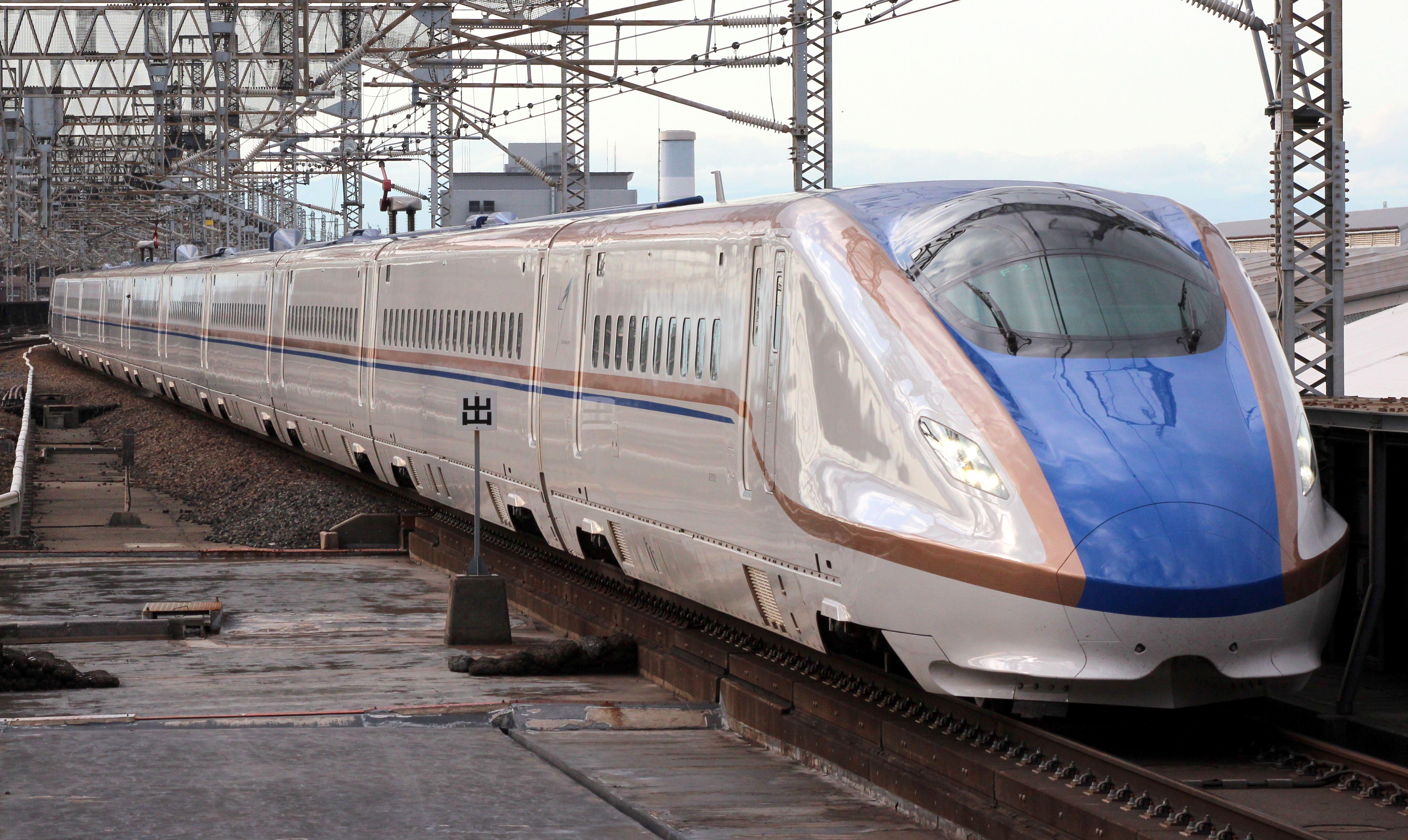
F2編成「あさま」先行営業運転
2014年5月17日 大宮

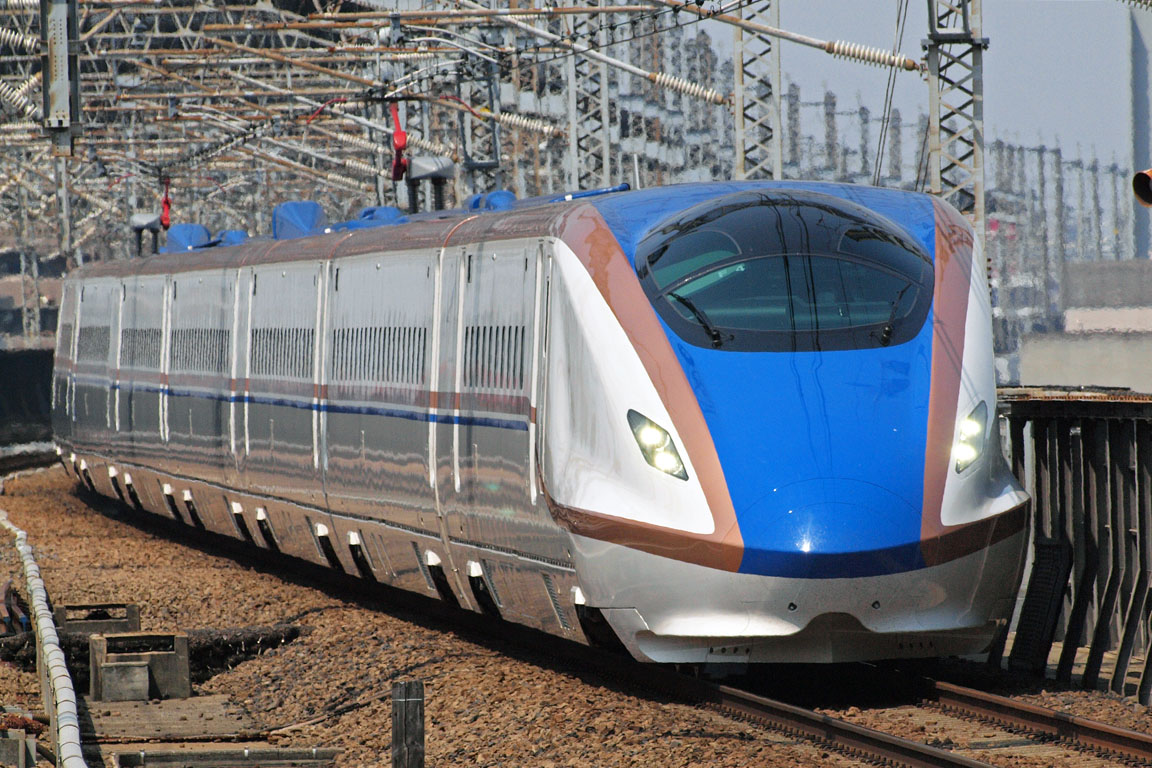
F4編成「あさま」先行営業運転
2014年4月19日 大宮

2014年3月15日のダイヤ改正から、E7系3編成を使用して東京 - 長野間「あさま」7往復へ先行導入。グランクラスはシートサービスのみとした上で営業運転を開始した。
以降はほぼ毎月1編成のペースで落成し、順次「あさま」運用充当のE2系を以下の日程で置換えを実施した。
| E7系「あさま」先行投入列車数一覧 | E7系「あさま」先行投入列車数一覧 | E7系「あさま」先行投入列車数一覧 | E7系「あさま」先行投入列車数一覧 |
| 置換日                           | 東京 - 長野                      | 東京 - 軽井沢                    | 軽井沢 - 長野                    |
| -------------------------------- | -------------------------------- | -------------------------------- | -------------------------------- |
| 3月14日                          | 7往復                            |                                  |                                  |
| 4月19日                          | 11往復                           |                                  |                                  |
| 7月5日                           | 13往復                           | 下り1本                          |                                  |
| 8月8日                           | 18往復                           | 下り1本                          |                                  |
| 11月8日                          | 20往復                           | 下り1本                          | 1往復                            |

### 金沢延伸開業後

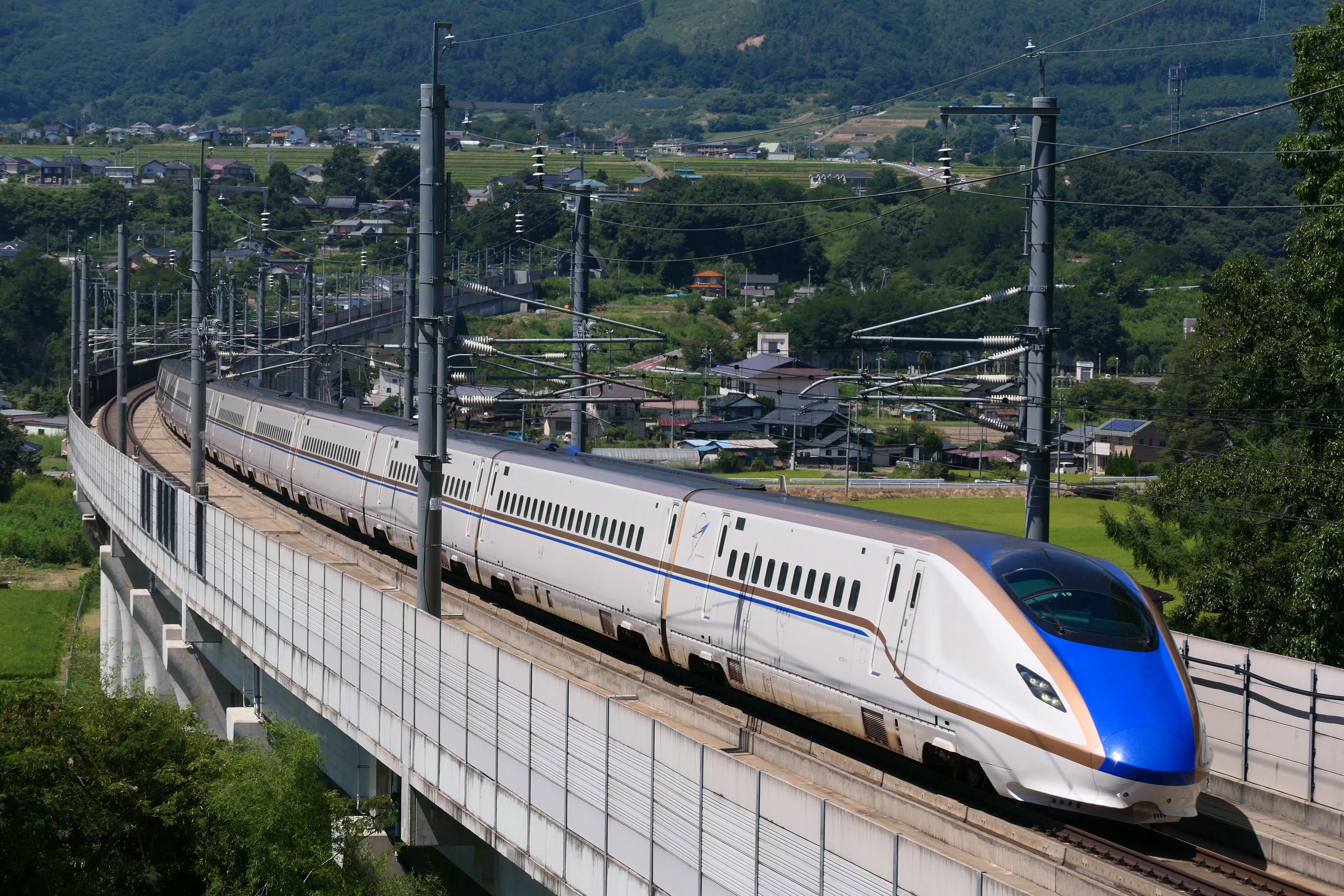
北陸新幹線を走行するF19編成
2020年8月25日 佐久平駅付近

2014年8月27日発表の北陸新幹線金沢開業後運行計画では、以下の列車に充当されることが明らかにされた。
- かがやき
  - 東京 - 金沢間：10往復（全列車）に充当[JR 22][JR 23]。
- はくたか
  - 東京・長野 - 金沢間：15往復（全列車）に充当。長野発着列車のみグランクラスのアテンダントは乗務なし[JR 22][JR 23]。
- つるぎ
  - 富山 - 金沢間：18往復（全列車）に充当。1 - 7・11号車のみ客扱いを実施していたが2024年3月16日のダイヤ改正以降は全号車が営業している。[JR 22][JR 23]。
- あさま
  - 東京 - 長野間：16往復中11往復に充当。残る5往復は8両編成のE2系N編成を充当[JR 22][JR 23]。

2015年3月14日のダイヤ改正でこれらの運用を開始し、同時にW7系も営業運転を開始した。
2015年秋以降にE7系とW7系をそれぞれ1編成ずつ追加することを発表。同年12月25日にE2系を置換え完了し北陸新幹線の定期列車は全て本系列に統一された。
上述したように東京 - 高崎間を除く上越・東北新幹線内では試運転実績のみで定期列車運用はないが、2016年11月7日・8日に仙台 - 金沢間で東北新幹線・北陸新幹線を直通運転する団体専用列車にE7系が充当され、東北新幹線大宮以北では初の営業運転となった。

## 追加投入と運用の変遷

### 上越新幹線への投入

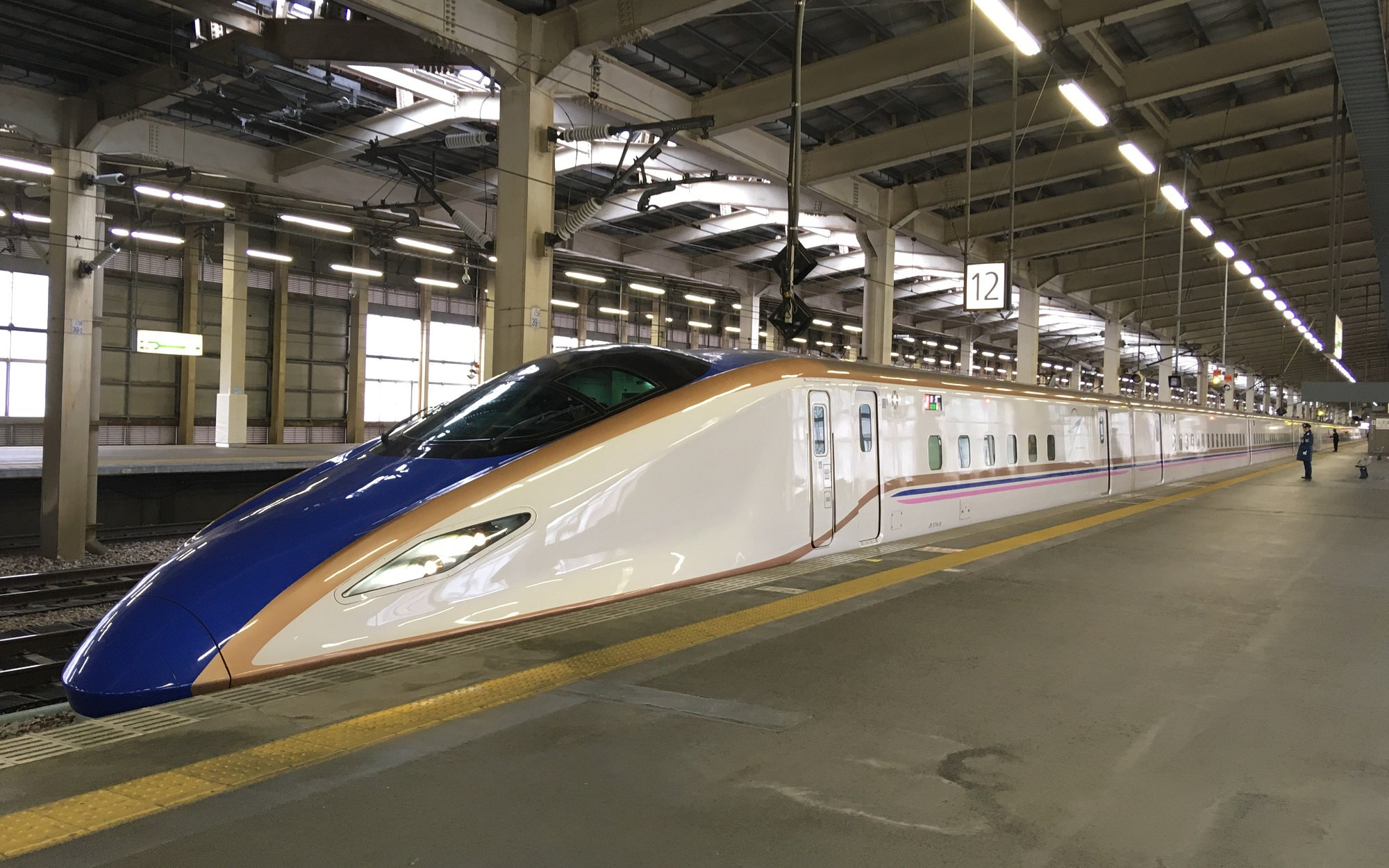
上越新幹線でとき号として運転されるE7系新幹線。期間限定で「朱鷺色」の帯がラッピングされている
2019年11月21日 越後湯沢駅

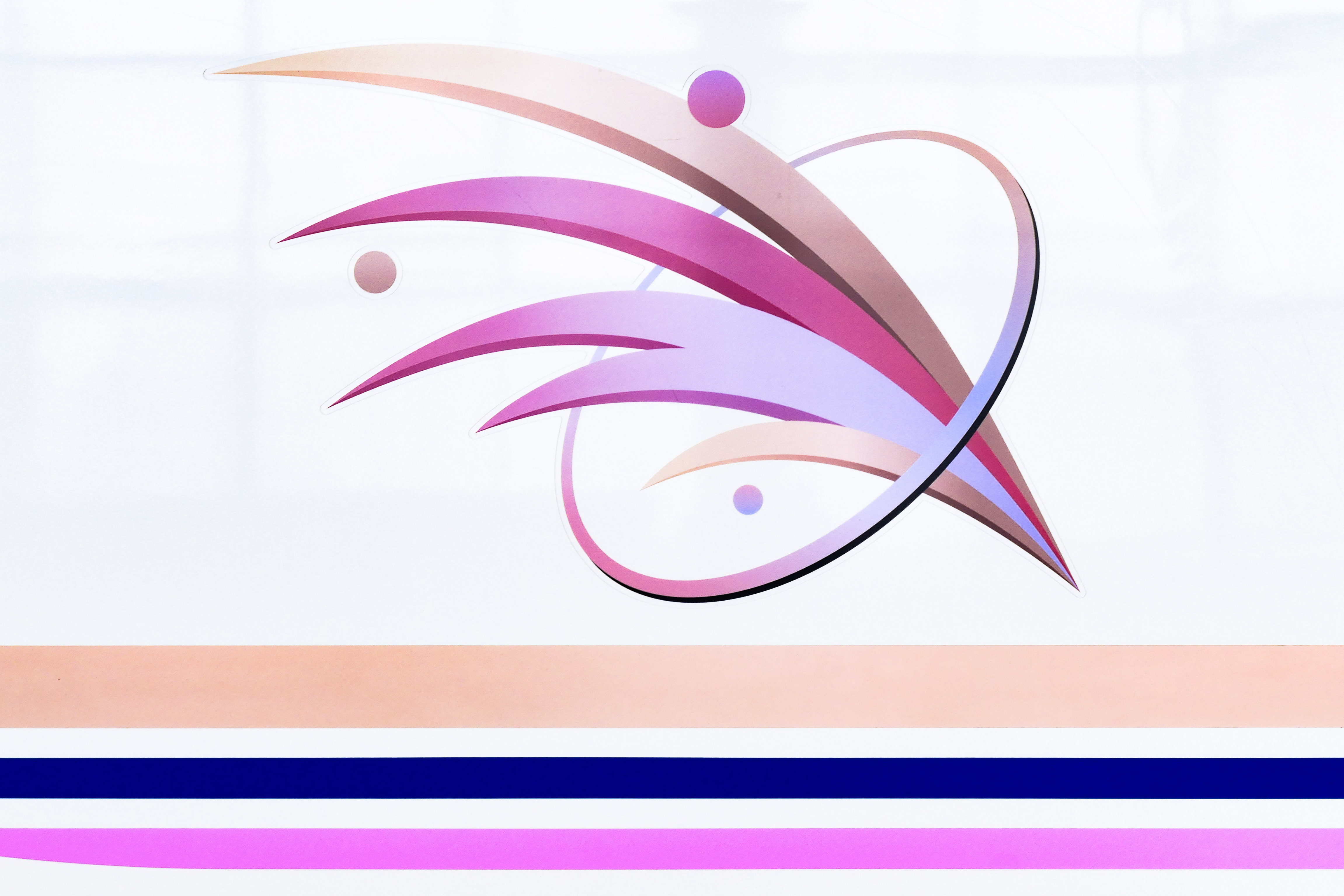
上越新幹線用のE7系新幹線に期間限定でラッピングされている朱鷺色の帯、および、稲穂と朱鷺の羽をイメージしたロゴマーク

2017年4月4日付のJR東日本の定例社長会見で、2018年度より上越新幹線（東京‐新潟間）に北陸新幹線向けと同一仕様のE7系12両編成（11編成132両）を順次投入し、2020年度末までにE4系を全車置き換えて上越新幹線の車種をE7系とE2系に統一すると発表し、2019年3月16日のダイヤ改正から東京－新潟間「とき」4往復、東京－越後湯沢間「たにがわ」1往復で営業運転が開始された。定員の増加やグランクラスの提供、 乗り心地の向上など、車内サービスの向上を図ることを理由に挙げている。
導入に先立って、2017年9月には大宮－新潟間にて、最高速度向上の際の安全性や沿線環境対策に関する基礎データの収集を目的にパンタグラフ部分に遮音板を設置した上で速度向上試験が行われた。
また、2019年5月中旬から概ね4年程度をかけ、吸音板設置や防音壁かさ上げといった騒音対策等の地上設備の測量および工事を行い、上越新幹線の大宮駅 - 新潟駅間の最高速度を現行の240km/hから275km/hに引き上げるとともに、2023年3月18日ダイヤ改正に伴い上越新幹線の車両はE7系に統一された。

### 令和元年東日本台風による被災と大量廃車

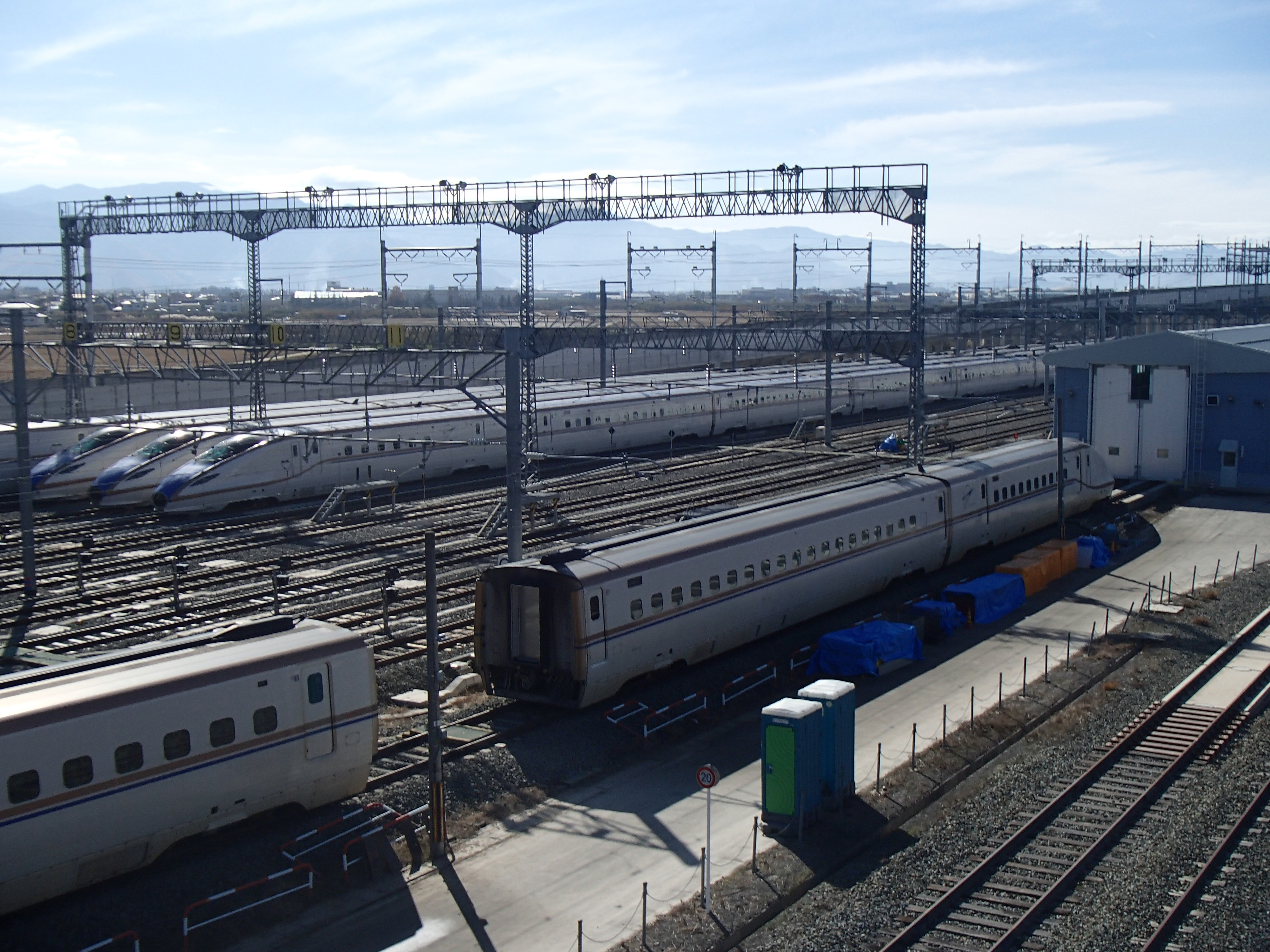
浸水後、解体を待つW7系

2019年10月13日、令和元年東日本台風（台風19号）による千曲川決壊で長野新幹線車両センターが浸水。北陸新幹線用車両の3分の1となるE7系8編成、W7系2編成の合わせて10編成（120両）が被災した。車両不足を補うため上越新幹線に投入予定であった新造車F23 - F27の5編成を北陸新幹線向けに運用することが明らかになった。上越・北陸共通で運用していた編成中唯一標準塗装であったF20編成1編成も当面北陸新幹線専用として運用し2019年度中に北陸新幹線を正常運行に戻した。
2019年11月6日、JR東日本とJR西日本は被災した全編成を廃車にすると発表した。これによりE7系、W7系初の廃車が発生した。。廃車車両のフルカラーLED式行先表示器など一部の部品については再利用される予定である。被災した10編成は2020年に廃車された。 
2020年10月16日、JR西日本は2021年度下期を目処にW7系を2編成投入すると発表した。新製車の基本的仕様は現在運用中のW7系をベースとするが、台車の異常・予兆を検知する台車モニタリング装置を搭載することで安全・安定性を向上させる。また、床下に雪庇ダミーの取付けや車体ドア部分の形材形状を変更して段差を滑らかにするなど、車両への着雪防止対策を実施する。

### 北陸新幹線敦賀延伸開業に向けた増備
2021年10月5日、JR西日本は2020年10月16日に発表したW7系2編成の代替新製投入と同時に、2023年度末に予定されている北陸新幹線敦賀延伸開業に合わせ、W7系11編成を投入することを発表した。新製編成は基本的な仕様は現在運用中のW7系をベースとするが、代替新製編成と同じく台車モニタリング装置の搭載や車両への着雪防止対策を実施するほか、新幹線の新たなバリアフリー対策となる車いす用フリースペースを設け、1～10号車の客室内と11号車デッキスペースに荷物置場を設置。車内が停電した際も水洗使用可能なトイレを一部号車に設置する。

## その他

### 検測車としての運用
上越・北陸新幹線における検測業務は基本的に新幹線E926形電車(East-i)にて行われているが、災害対策・予備車確保の観点から、営業車での検測を可能とする為、E7系F10編成およびW7系W5,W6編成に検測装置が搭載され、営業列車および回送列車で検測を実施している。

### 自動運転に向けた試運転
2020年11月10日、JR東日本は新幹線の自動運転に向けてE7系を用いた試験走行を行うと発表した。試験走行の目的は、新幹線E7系1編成（12 両）を使用した試験走行を新潟駅 - 新潟新幹線車両センター間(約5km)で行い、その評価および課題の抽出を行うこととしている。試験日程は2021年10月 - 11月頃を予定しており、試験内容は、ATO機能の検証、ローカル5Gの性能確認の予定。ATO機能の検証では、列車が準備でき次第、遠隔操作で発車し、自動で加減速し、決められた位置に停車し、また緊急時に遠隔操作で列車を止められるかどうかを確認。ローカル5Gを利用した性能確認では高精細映像をリアルタイムに伝送する技術などの試験を行い、鉄道における5G活用の可能性を検証する。今回の試験では沿線に基地局を設置し、走行中の回送列車と伝送試験を行い、大容量・低遅延通信ができることなど、5Gの鉄道環境での性能について確認する。
JR東日本では、2018年7月にグループ経営ビジョン「変革2027」を発表し、運転士のいらない「ドライバレス運転」の実現を目標としており、新幹線の自動運転に向けて、E956形（ALFA-X）でも、夜間走行試験などの実験により技術蓄積が行われている。今回の試験で得られた知見を蓄積し、将来、新幹線の自動運転を目指したATOの開発を進めていくこととしている。

## 登場作品
イギリスで製作されたアニメ「チャギントン」では、この車両をモデルにしたハンゾーという名前のキャラクターが登場する。
新幹線変形ロボ シンカリオンシリーズにて、「E7かがやき」として登場。